# Places d'Avignon

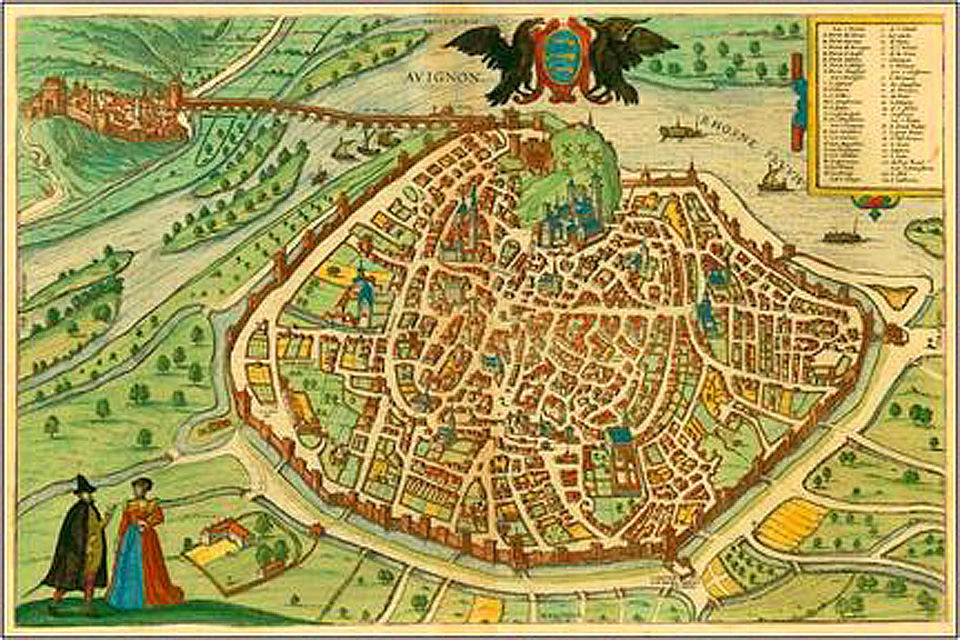
Vue cavalière dite "Plan aux personnages", dans le Civitates orbis terrarum de Georg Braun et Frans Hogenberg, 1575

Les Places d'Avignon Centre, désignent une quarantaine de places créées à l’intérieur des remparts, dans le centre historique de cette ville du département français de Vaucluse en région Provence-Alpes-Côte d'Azur, au fur et à mesure du déblaiement des ruines de l’antique Avenio puis de la cité médiévale au temps des papes. Tout au long du Moyen Âge, places et carrefours étaient fort réduits. Ni le palais des papes, ni les églises n'étaient précédés de places. Les seuls espaces libres étaient les cimetières où se tenaient réunions publiques, foires et marchés et où se déroulaient maintes réjouissances dont les mystères et les soties.
Parmi ces places, quelques-unes se distinguent par leur riche patrimoine architectural ou par des événements historiques qui s’y sont déroulés.

## Place des Carmes

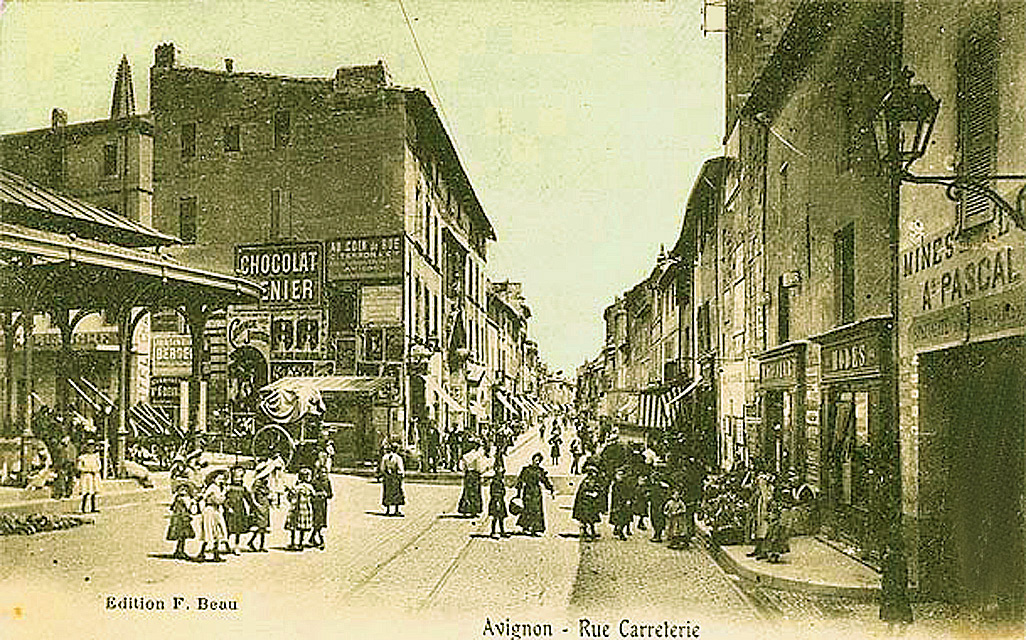
Place des Carmes et rue Carreterie

Cette place correspond à l'ancien cimetière du couvent des Carmes. Elle fut le siège jusqu'au milieu du XXe siècle d'un marché couvert dont les structures ont été en partie restituées et reste le lieu où se tient un marché aux puces tous les dimanches.
À côté de l'église Saint-Symphorien, le Cloître des Carmes avec sa salle capitulaire voûtée d'ogives qui est, depuis 1967, un des hauts lieux du Festival d'Avignon.
- no 6 : Théâtre des Carmes fondé par André Benedetto, un des pionniers du Festival off d'Avignon[6]
- no 25 : La maison Gleize de Crivelly a été construite, vers 1723, sous la direction de Jean-Baptiste Franque. Le 20 prairial, An II, la « citoyenne Gleize de la place des Carmes » monta sur un char tiré par quatre bœufs pour figurer la « déesse de la Liberté »[5]

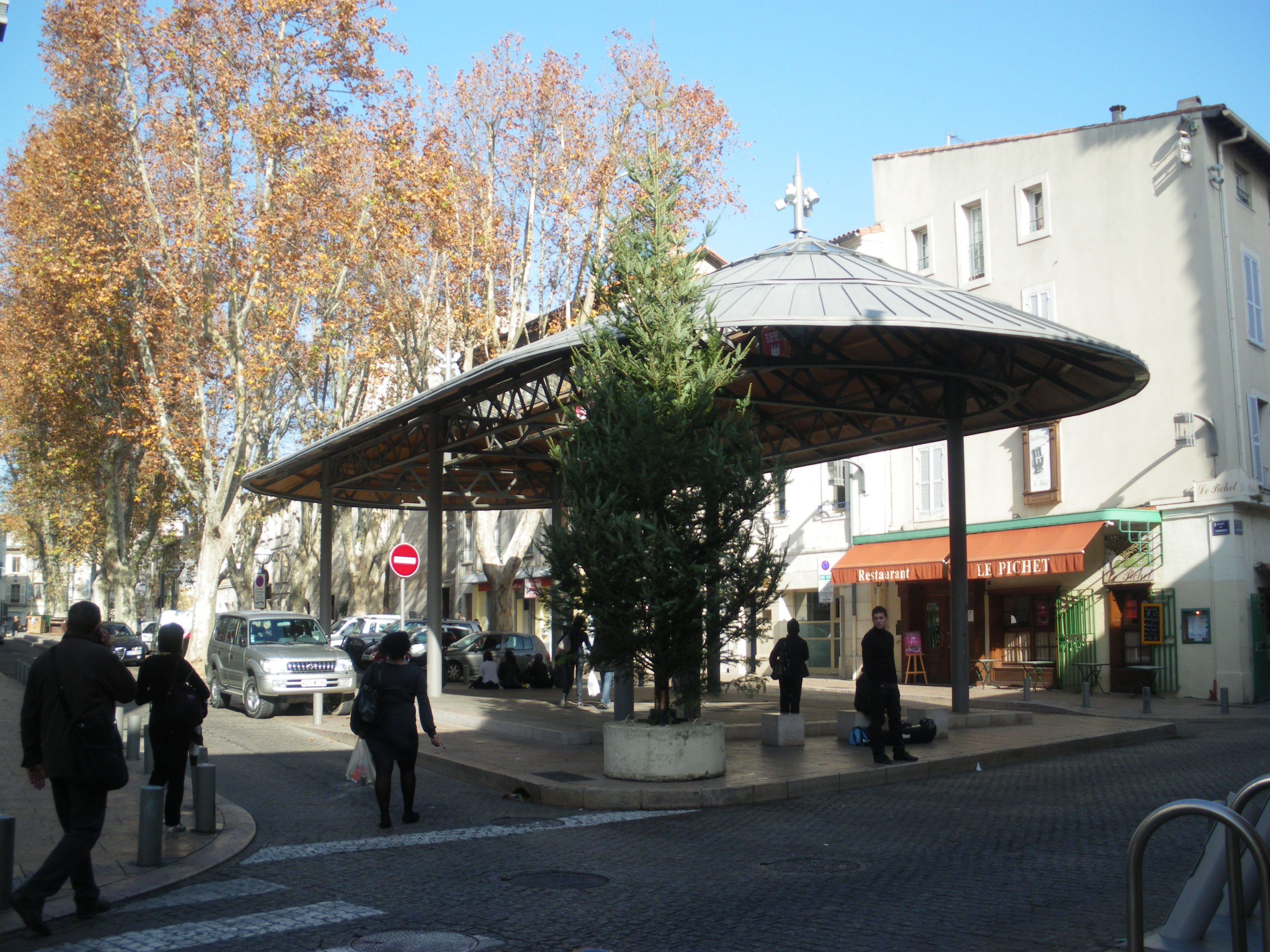
Le nouveau marché couvert de la place des Carmes
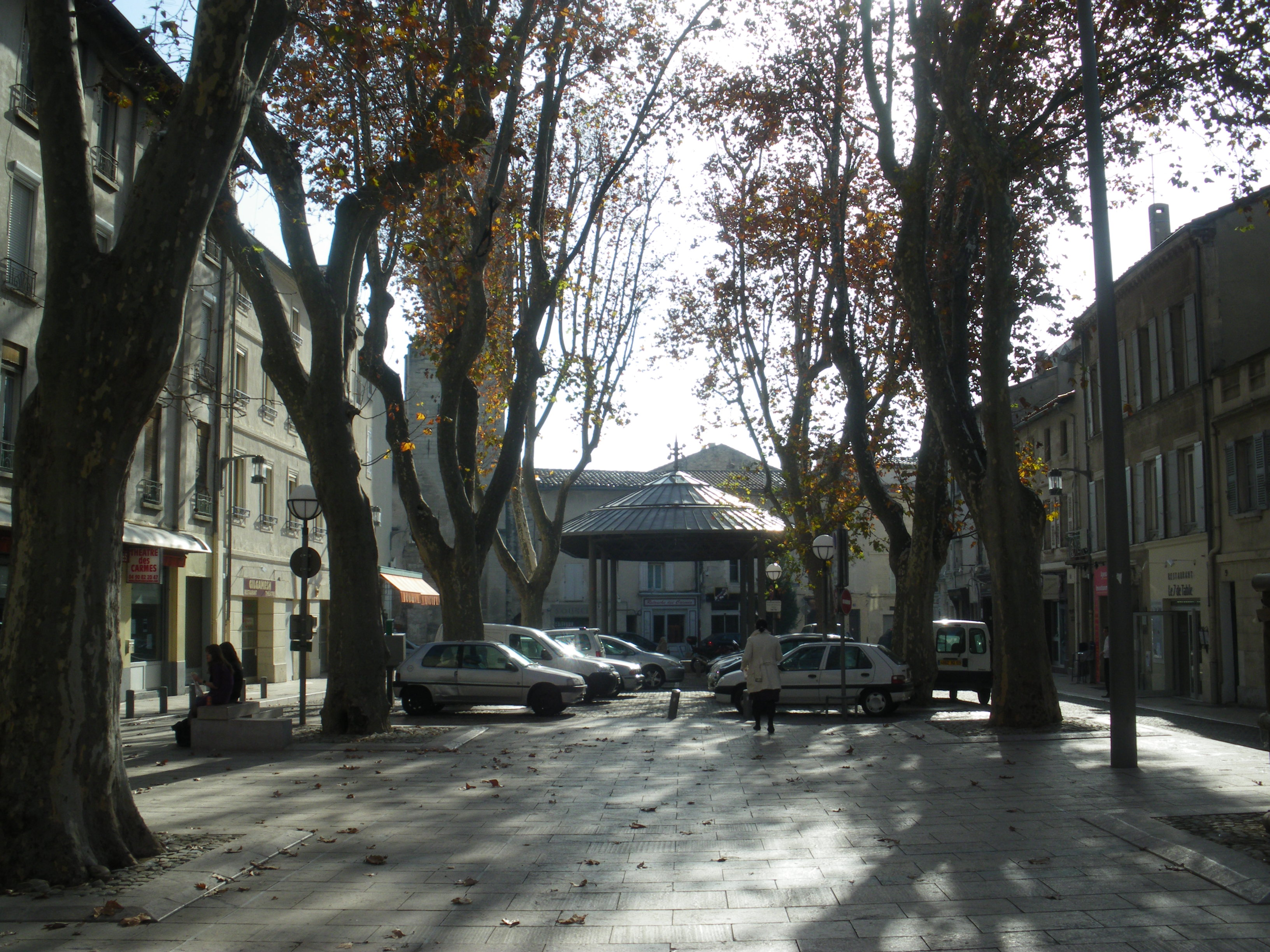
Place des Carmes, vue vers la halle du marché
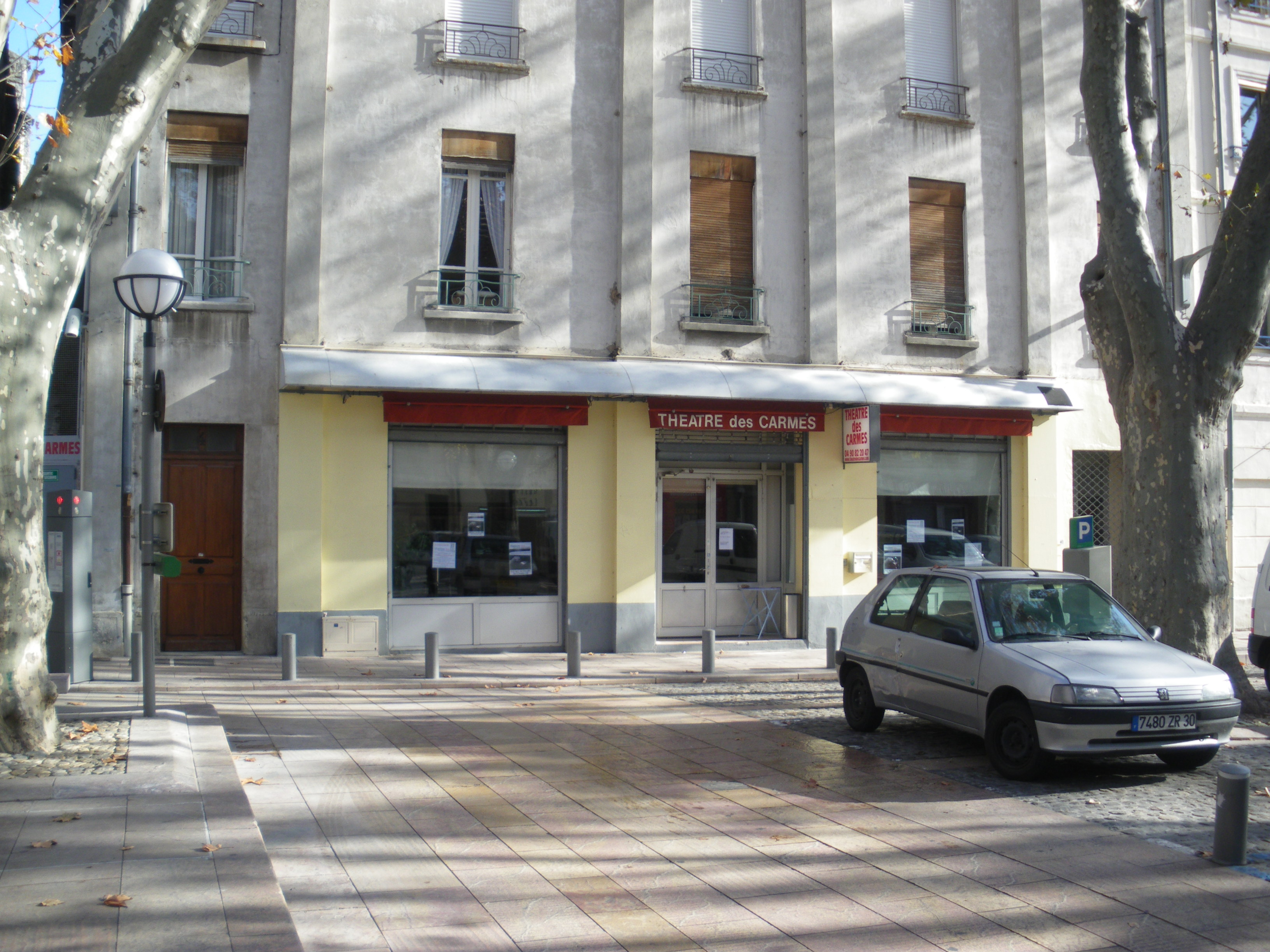
Théâtre des Carmes
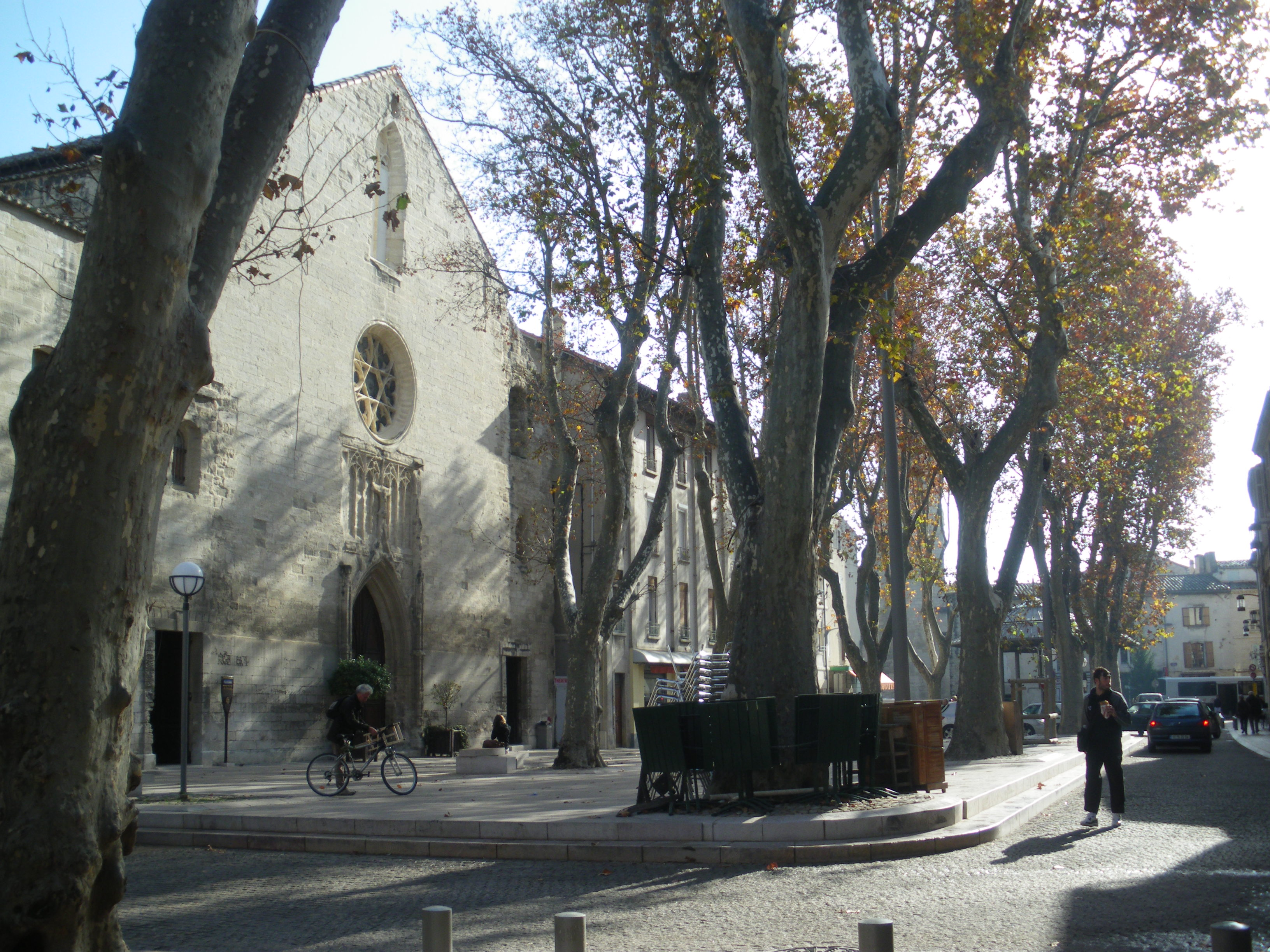
Place des Carmes, vue vers l'église Saint-Symphorien

## Place du Change

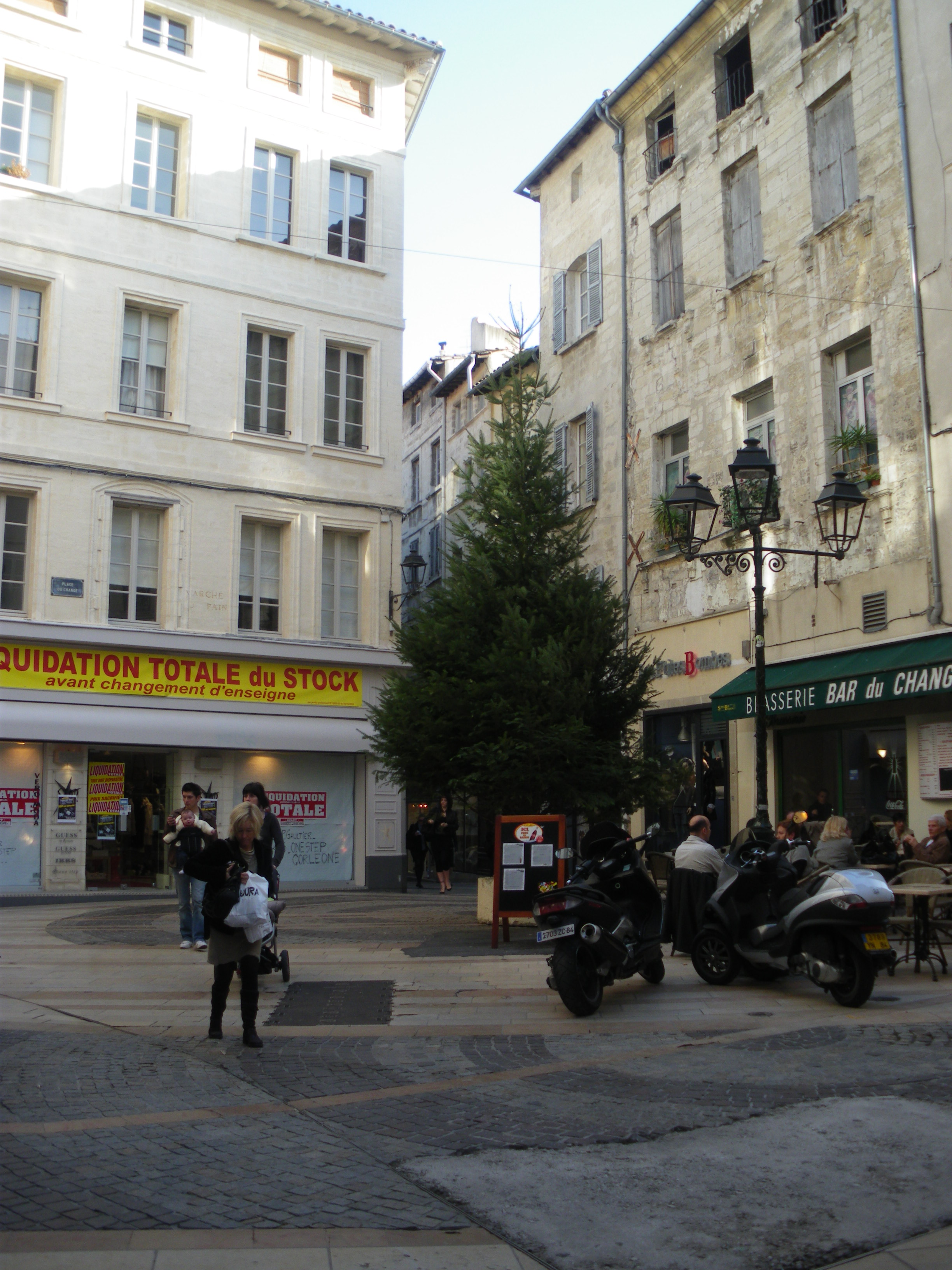
Place du Change

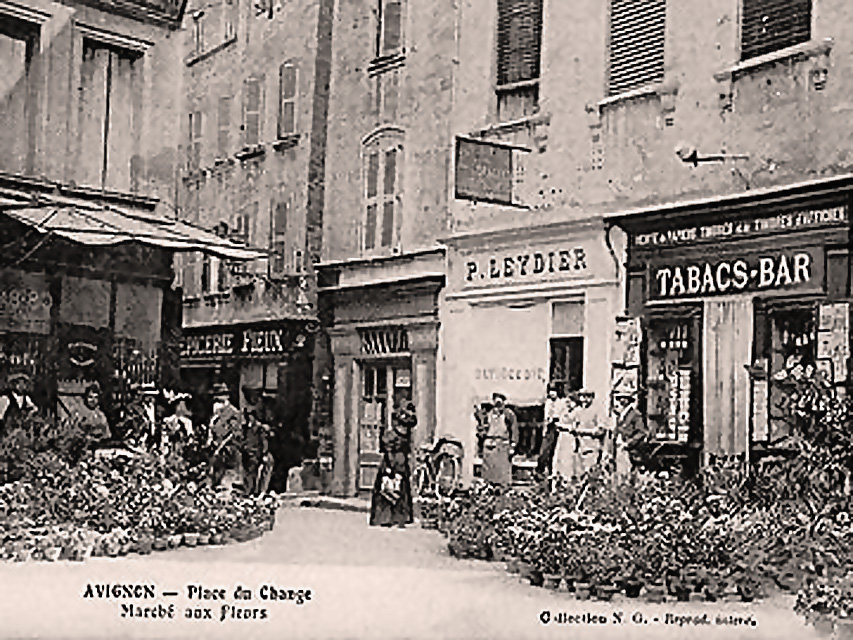
Le marché aux fleurs au début du XXe siècle

Ce lieu fut, sous le temps des papes d'Avignon, le rendez-vous des changeurs qui comptaient 17 loges en 1328. Ils y possédaient une bourse, dite Diamant ou Rodel, pour le commerce des monnaies, des lingots et des pierres précieuses. En 1351, ce lieu était nommé « rue du Grand Change » (Carreiria Magnorum Camborium). À la demande du cardinal de Foix, légat pontifical à Avignon, le Conseil de Ville la fit agrandir entre 1448 et 1458. Cet élargissement imposa la démolition de la bourse des changeurs (le Rodel) qui disparut en 1457.
Elle devint dès lors une place très fréquentée où les Avignonnais venaient causer, flâner ou se provoquer en duel. La famille Baroncelli y fut particulièrement assidue. Un de ses membres y occit, en 1533, un capitaine pontifical, puis les frères Jacques et Thomas y perdirent chacun la vie dans la seconde moitié du XVIIe siècle. En dépit de sa réputation de plus grande place d'Avignon depuis le XVe siècle, elle devint difficilement accessible deux siècles plus tard aux carrosses qui versaient régulièrement.
Ici, dès la fin du XIVe siècle donnait la loge de change de la seconde boutique de Francesco di Marco Datini.
De 1733 à 1746, l'imprimerie de Charles Giroud, à l'enseigne de la Bible d'Or, y imprima le Courrier d'Avignon.

## Place des Corps-Saints

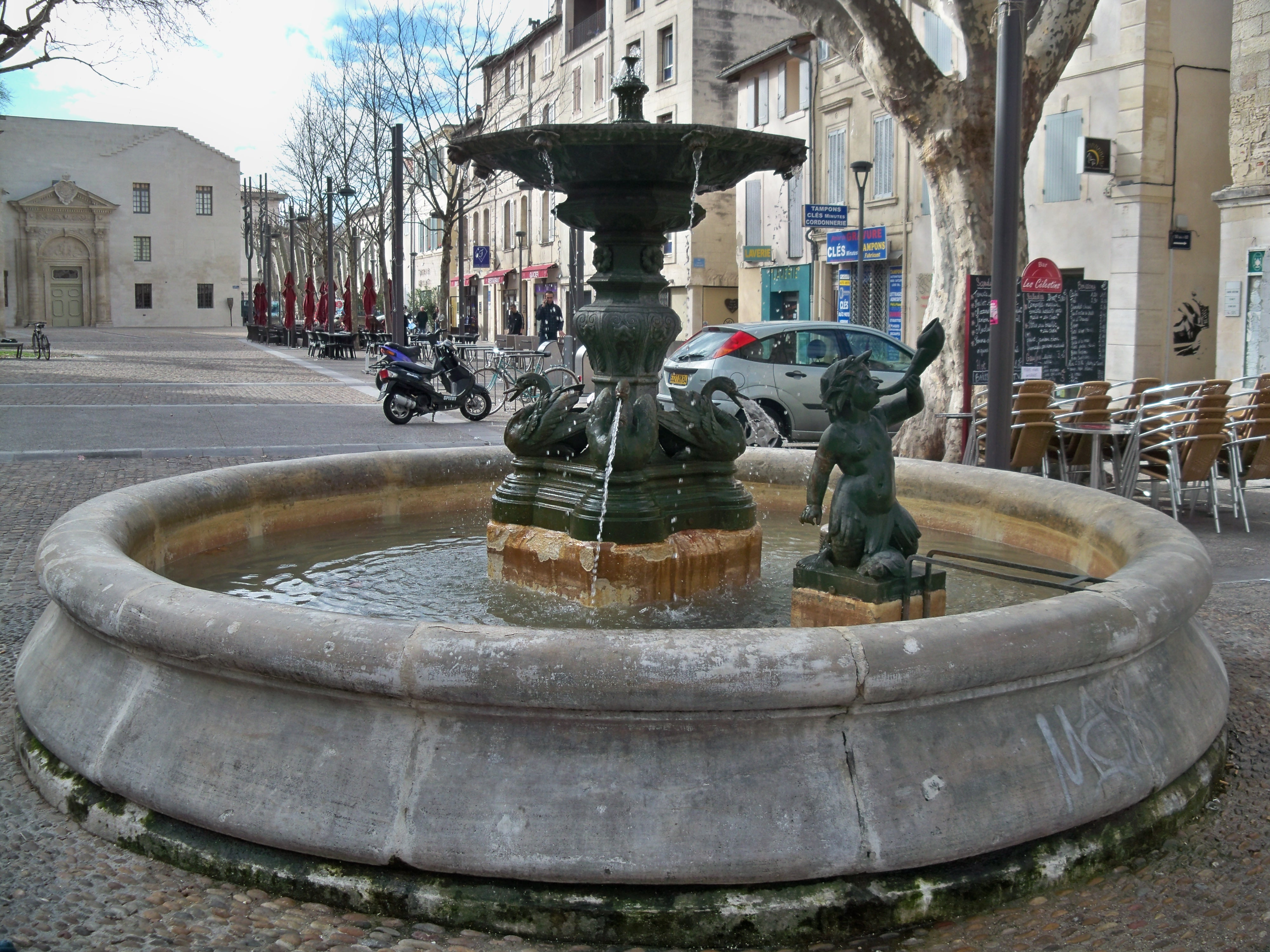
La fontaine de la Place des Corps-Saints avec au fond la porte du cloître des Célestins

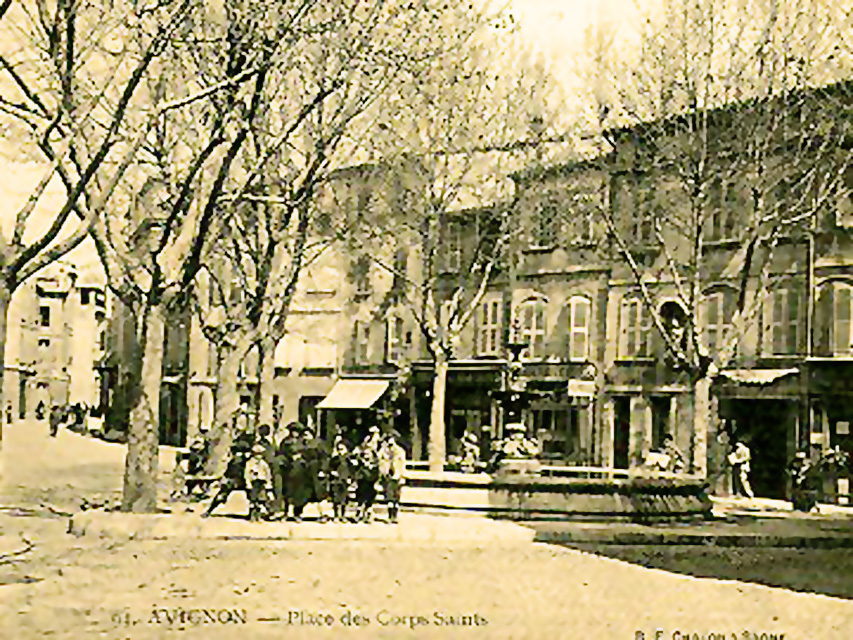
Place des Corps-Saints au début du XXe siècle

Ce site était déjà utilisé, lors de la colonisation romaine, comme lieu d'inhumation se trouvant hors de l'enceinte d'Avenio. Le cardinal Pierre de Luxembourg, ayant voulu être inhumé dans le cimetière des pauvres, connu sous le nom de Saint-Michel, Clément VII et Marie de Blois, comtesse de Provence, firent protéger sa tombe par une petite chapelle en bois. Mais Charles VI, qui était apparenté aux Luxembourg, décida de faire construire, à partir de 1389, une église confiée aux Célestins pour abriter les reliques de son illustre parent.
Dès lors le lieu, où se pressèrent une foule de pèlerins, devint la « place du Corps-Saint ». Elle était accessible par une porte ouverte dans la vieille enceinte du XIIIe siècle, dit du Pont-Fract. Celle-ci, connue aussi sous le nom de Porte Saint-Michel, dut être agrandie sur décision du Conseil de Ville en 1738. En 1674, le transfert des reliques de saint Bénézet, retirées de la chapelle du pont qui tombait alors en ruines, pour être transférées dans l'église des Célestins, amena le vocable à passer au pluriel et c'est depuis cette époque que la place fut rebaptisée « place des Corps-Saints ».

## Place Crillon

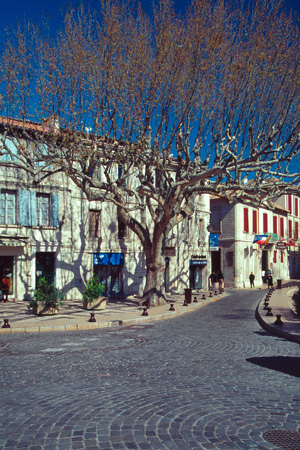
Place Crillon

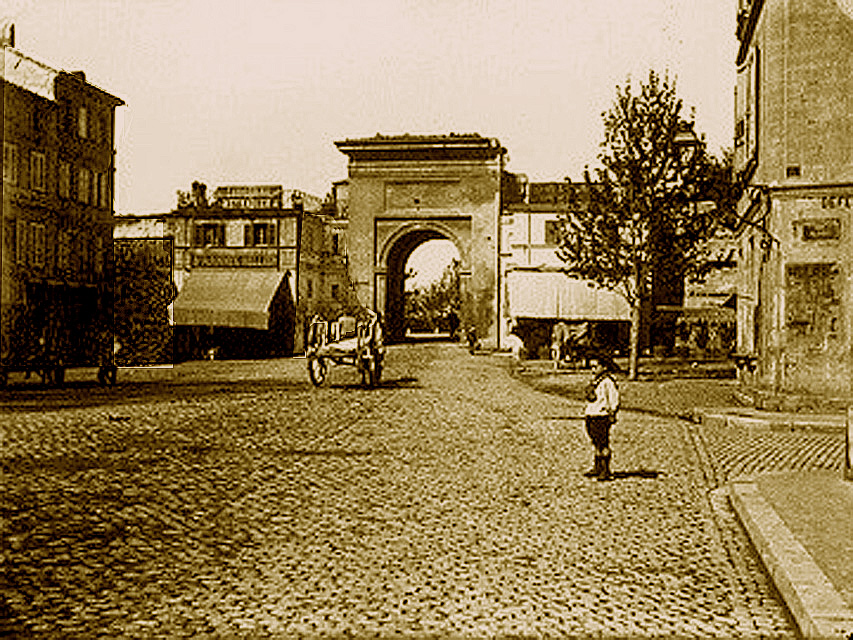
La place Crillon et la porte de l'Oulle, construite par Jean-Baptiste Péru en 1786 et détruite en 1900

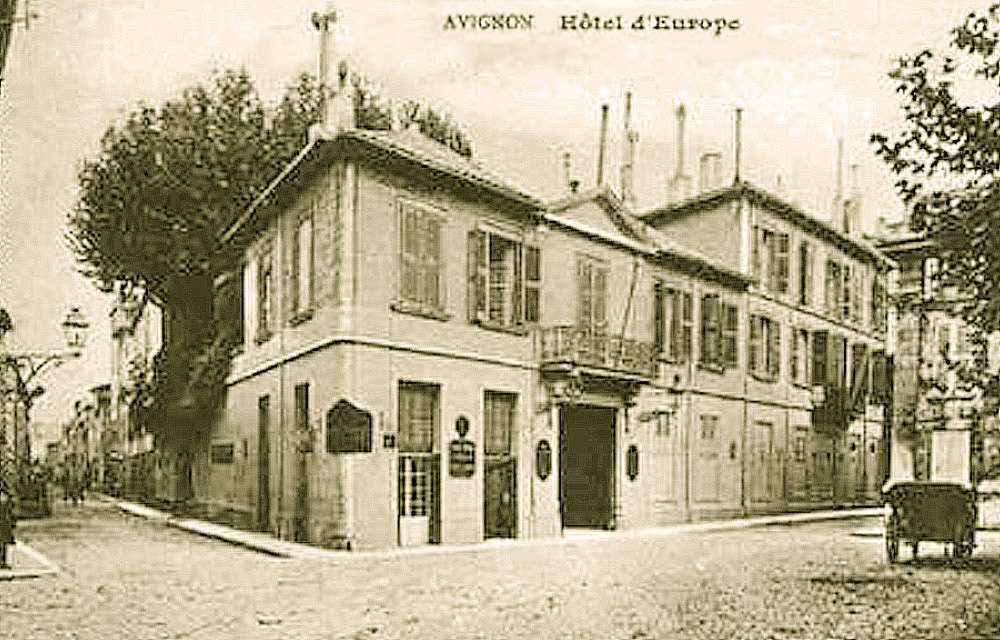
Hôtel d'Europe

Sur le plan de 1618, elle apparaît comme la seconde plus grande place d'Avignon, après celle du palais des papes. Elle était alors connue sous le nom de « place du Limas » ou de « place de la Porte de l'Oulle ». Dès le XIVe siècle, le limas - du latin limaceus (boueux) - désignait dans ce quartier les terrains gagnés sur le Rhône. Elle devint ensuite « place de l'Oulle » puis « place de la Comédie ».
Elle prit en 1843 le nom de « place Crillon » en hommage à Louis Des Balbes de Berton de Crillon, un des plus grands capitaines du XVIe siècle qui était décédé à Avignon en 1615.
Jusqu'en 1766 trônait sur cette place une statue de saint Bénézet qui avait été installée sur un piédestal de deux mètres de haut et était protégée par une grille de fer.
Au croisement de la rue Baroncelli et de la rue du Limas, du côté nord de la place se trouve l'Hôtel d'Europe dont la construction s'étale du XVIe siècle au XIXe siècle. Le premier hôte de marque de l'hôtel fut Bonaparte qui y séjourna en 1799, l'année de son ouverture.
En face de l'Hôtel d'Europe se trouvait l'Hôtel du Palais-Royal (ex-Auberge du Palais National) qui réceptionnait les voyageurs en transit entre Marseille et Paris via Lyon. Fin XVIIIe siècle l'hôtel est la possession de Claude Étienne Pierron. Le général Bonaparte y dîna en 1798 en route pour la campagne d'Égypte puis le pape Pie VII en 1809 mais ce fut Stendhal qui le rendit célèbre en 1837 dans ses Mémoires d’un touriste. Ce fut dans l'une de ses chambres que le maréchal Brune fut assassiné par les partisans de la Terreur blanche, le 2 août 1815. Alexandre Dumas, filleul du maréchal, dressa un portrait au vitriol de la cité papale dans Les Compagnons de Jéhu.

## Place de l'Horloge

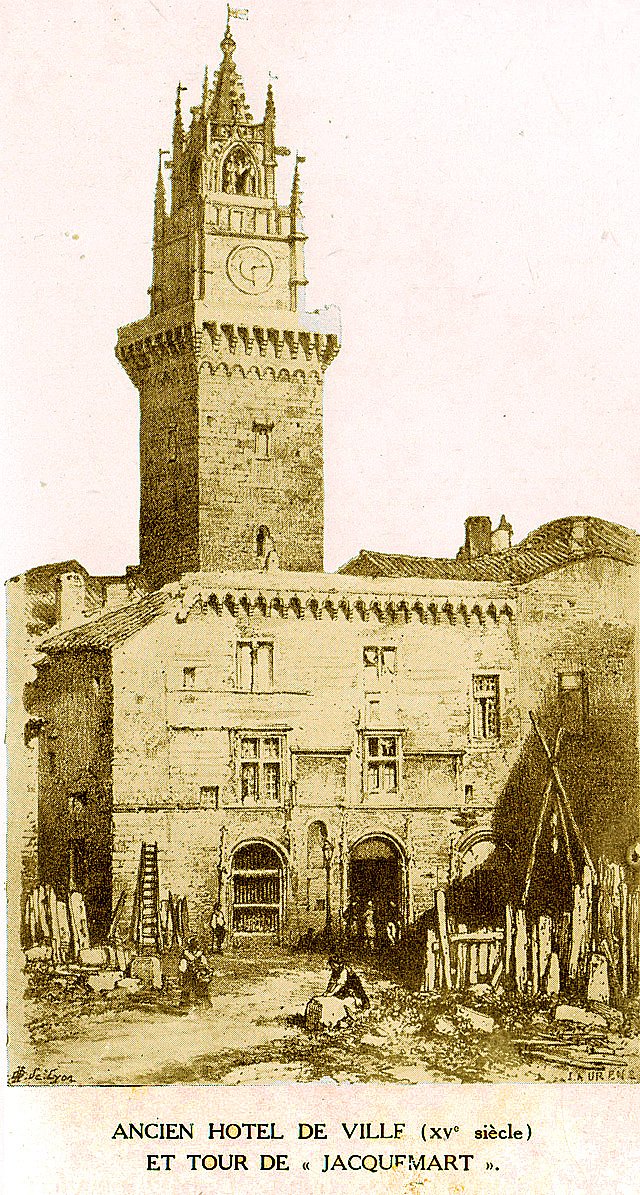
Ancien Hôtel de ville de 1447 à 1845

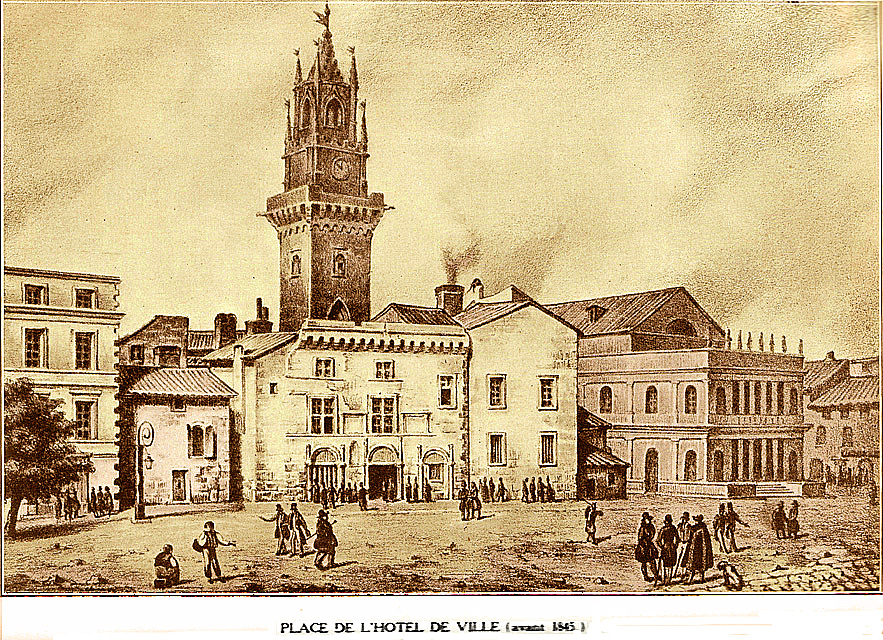
Place de l'Hôtel de Ville avant 1845

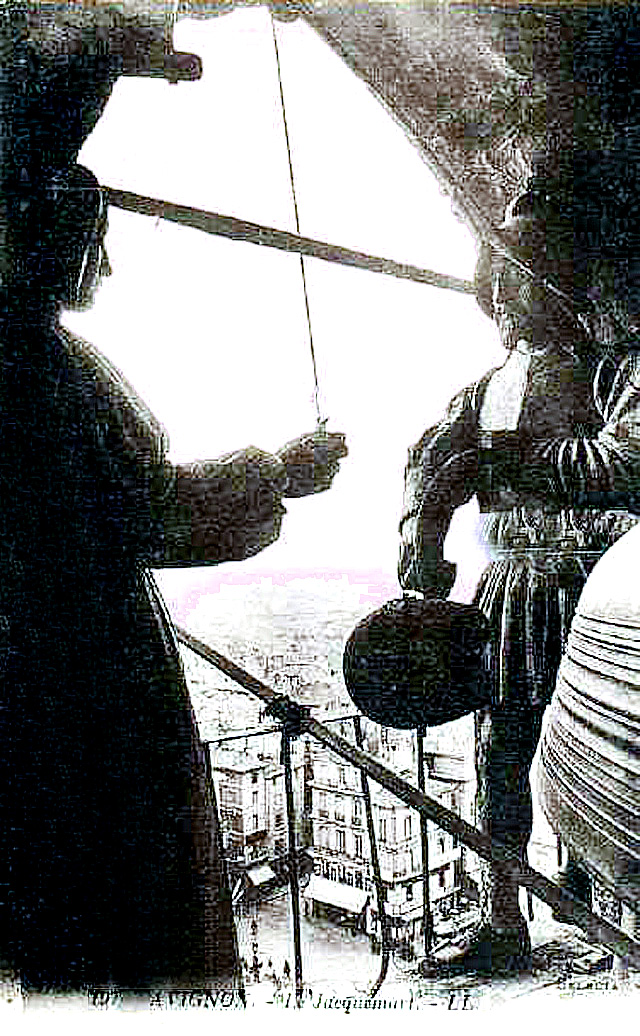
Le jacquemart de la tour de l'Horloge

Les fouilles archéologiques ont prouvé qu'ici se trouvait l'emplacement du forum d'Avenio. La mémoire de ce centre de la cité antique subsista tout au cours du Moyen Âge puisque les rues médiévales allaient toutes des portes de l'ancienne enceinte des XIIe et XIIIe siècle vers la place. C'était alors la « place du Mazel » où s'installaient les macelliers (bouchers) les jours de marché. Elle était en partie occupée par le couvent des Bénédictines de Saint-Laurent, le plus ancien de la ville.
La première horloge publique et un jacquemart furent installés sur la tour de l'ancienne Livrée d'Albano, nouveau siège de l'Hôtel de Ville, en 1471. De nouvelles démolitions furent faites au cours de l'année 1498 pour dégager la place qui avait alors pris pour nom « place du Reloge ».
Mais sur le plan de 1618, dressé par Marco Antonio Gandolfo, mathématicien de Palerme, et gravé par Théodore Hoochstraten, de La Haye, « La Place » possédait encore des dimensions fort réduites,. En 1674, les consuls décidèrent d'un nouvel agrandissement ayant constaté que les carrosses y passaient à grand peine. Il fut donné suite à cette ordonnance municipale, en 1682, divers aménagements étant réalisés suivant les plans de Pierre Mignard, dont la construction d'une nouvelle boucherie.
Mais c'était loin d'être suffisant. Au milieu du XVIIIe siècle, Jean-Baptiste Franque dressa à son tour des plans pour agrandir la place sur lesquels il prévoyait, de part et d'autre, des façades symétriques. Les travaux commencèrent, la boucherie de Mignard étant démolie et transférée rue du Vieux-Sextier, mais ils furent abandonnés sur ordre des consuls en 1754. Ils ne reprirent qu'en 1791. Au cours de la Terreur, la guillotine fut installé sur la Place du 7 octobre 1793 au 3 février 1794 avant d'être déplacée sur celle du Palais

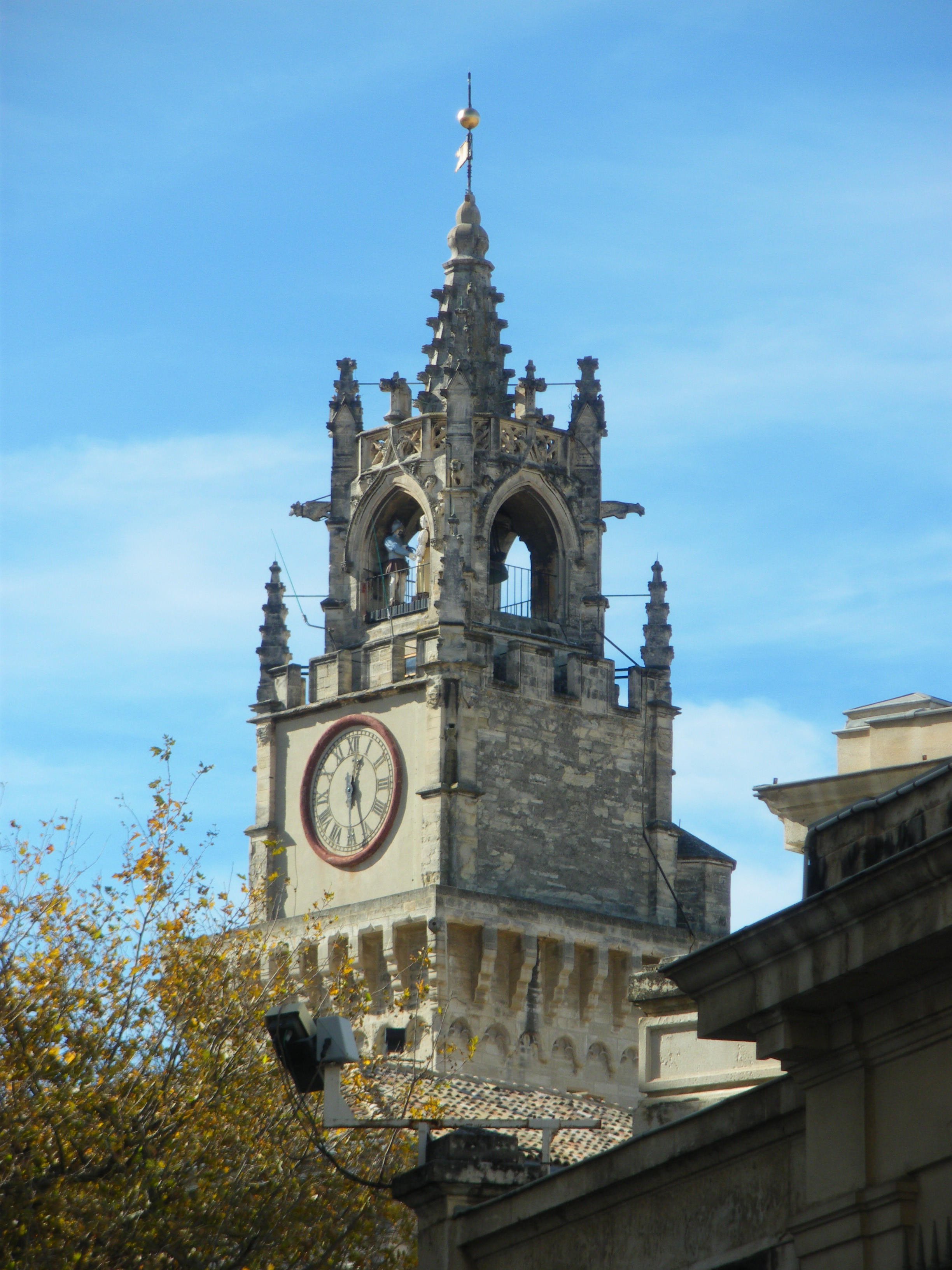
L'horloge et le jacquemart sur la tour de l'Hôtel de Ville
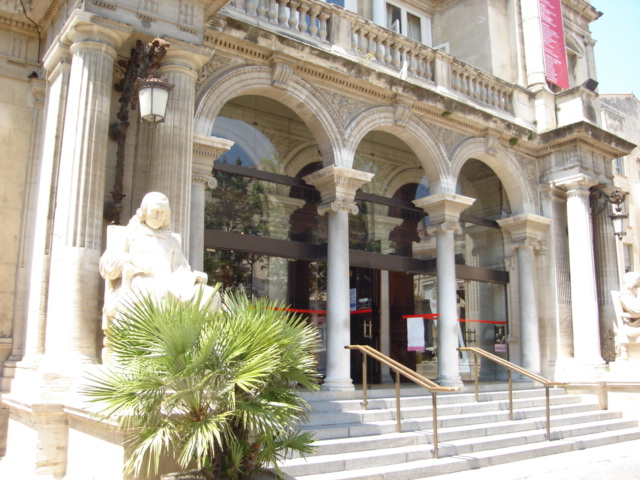
Façade de l'Opéra d'Avignon
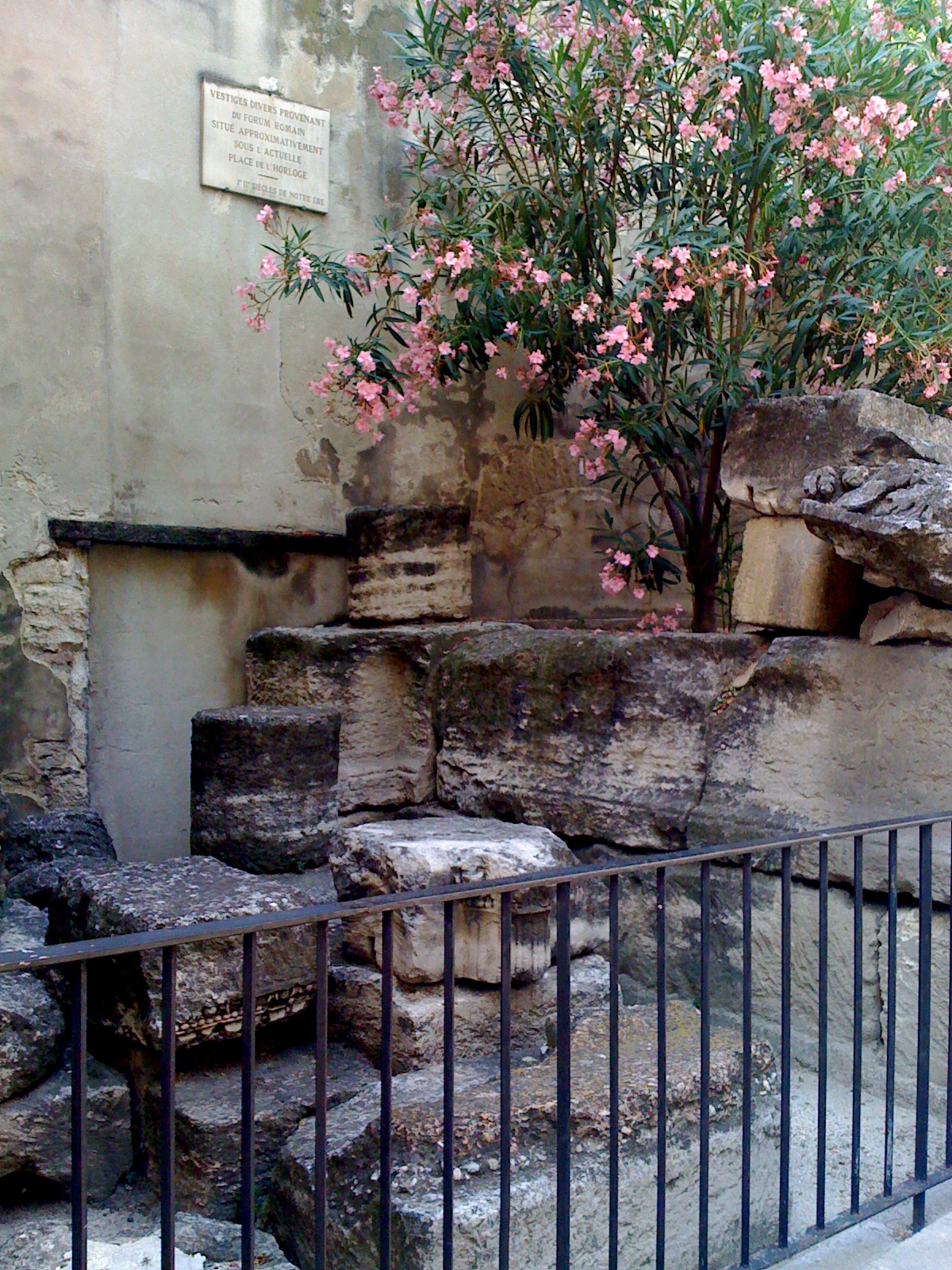
Vestiges romains de l'ancien forum d'Avignon
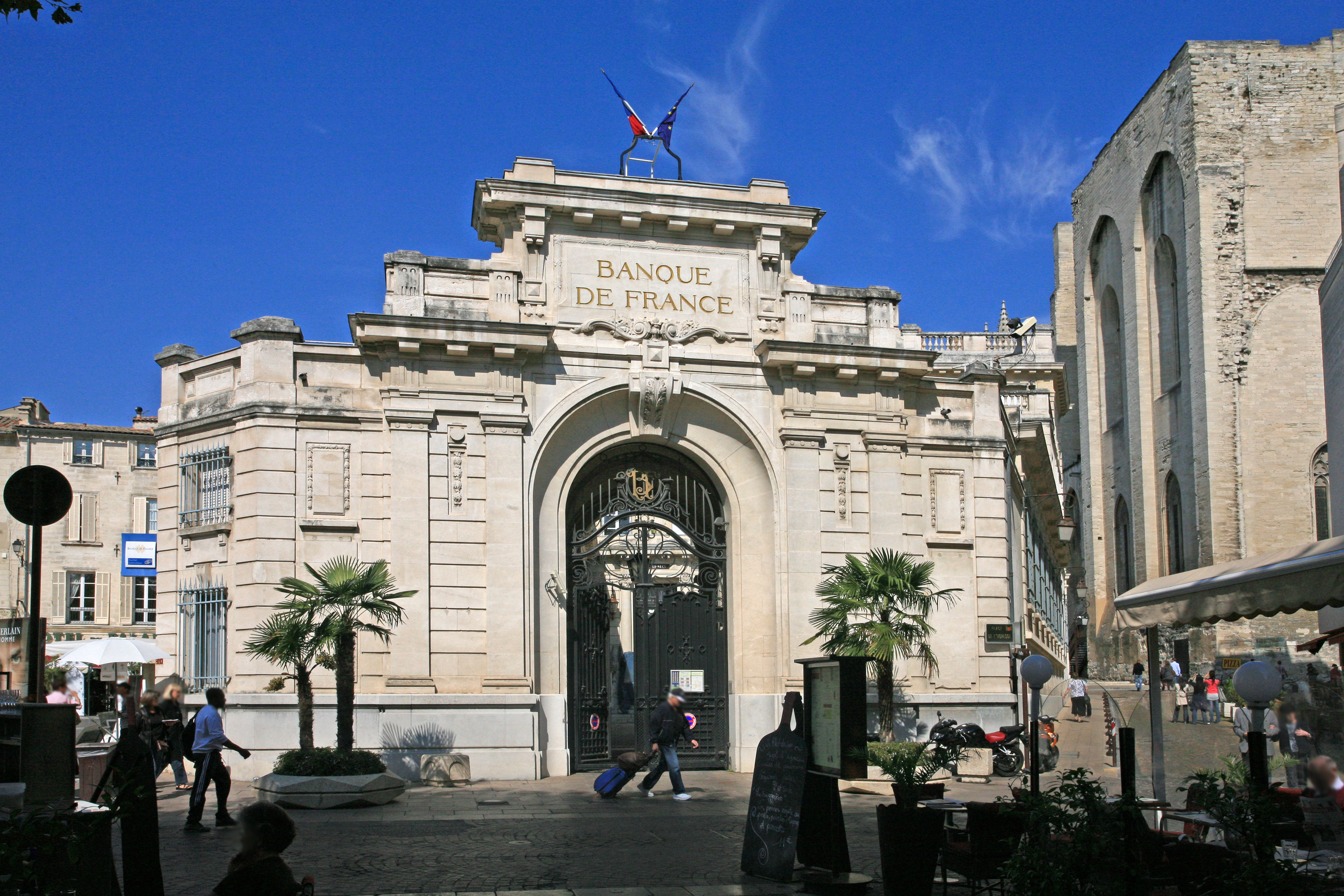
La Banque de France a remplacé l'Hôtel Calvet de la Palun
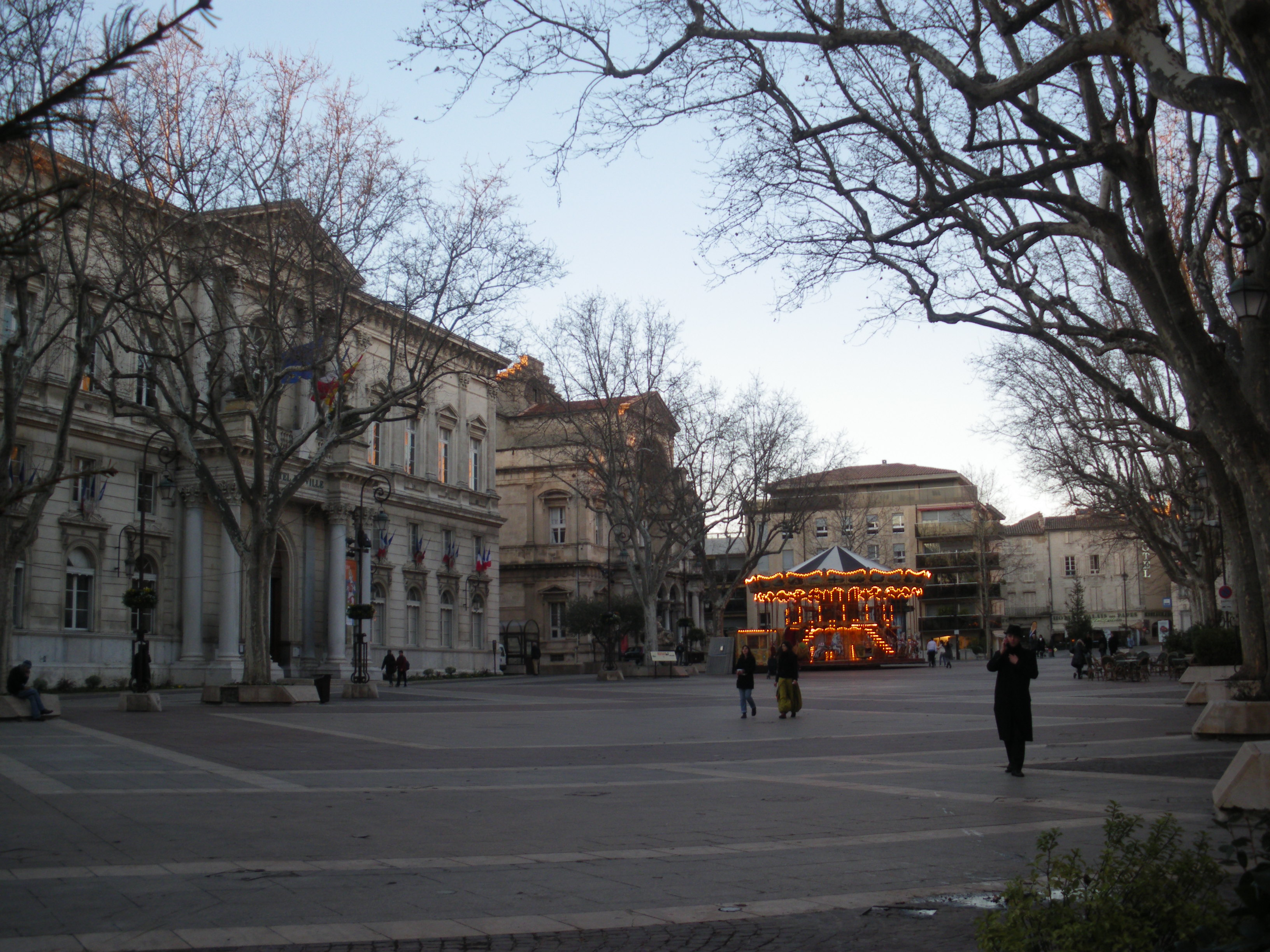
Vue générale de la place de l'Horloge

Sous le règne de Louis-Philippe Ier, des démolitions de masures furent entreprises pour dégager de nouveaux espaces. Le couvent de Saint-Laurent, désaffecté depuis la Révolution, fut rasé en 1823 pour y construire un Théâtre Municipal qui fut inauguré le 30 octobre 1825.

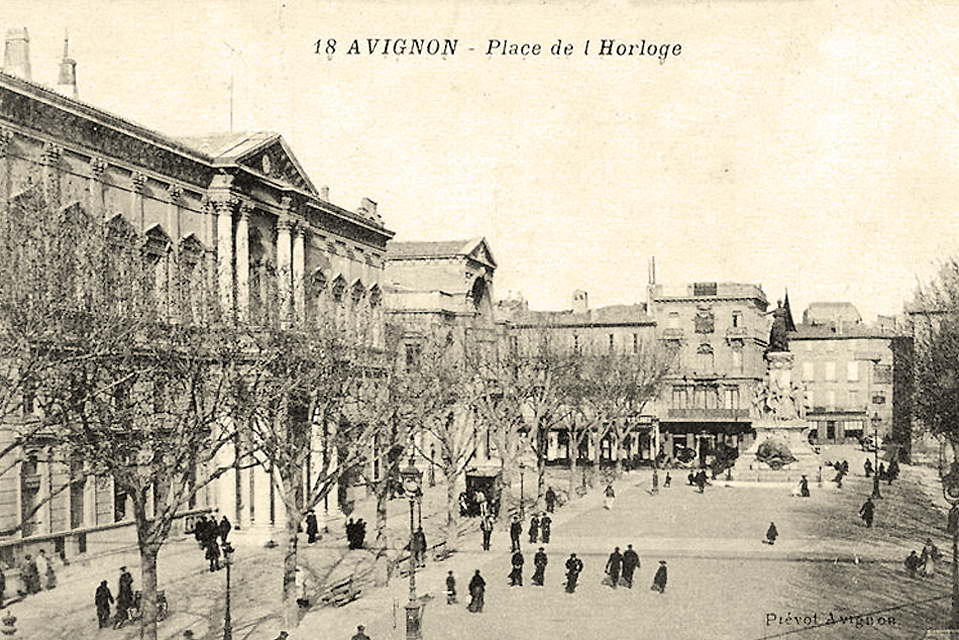
Place de l'Horloge en 1916

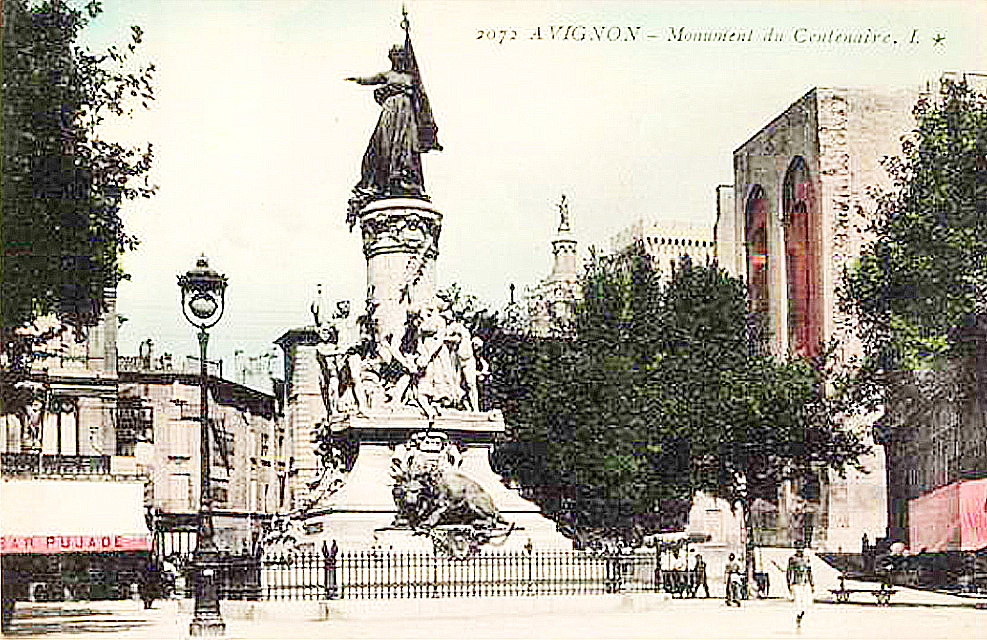
Monument du Centenaire

Sous le Second Empire, des crédits pour de nouveaux aménagements furent votés en 1856 et 1858. Ces travaux permirent de dresser sur la place une statue à le gloire du « Brave Crillon ». Cette statue fut ensuite déplacée sur la place du Palais afin de permettre d'édifier le « Monument de la réunion d'Avignon et du Comtat Venaissin à la France » inauguré lors des cérémonies du centenaire de la Révolution par le président Sadi Carnot, le 19 juillet 1891.
La Banque de France fut ensuite installée dans l'ancien Hôtel Calvet de la Palun, agrandi vers le sud en 1911. Et pour célébrer la fin de la Première Guerre mondiale, la place fut rebaptisée « Place Clemenceau ».
Il est à noter que son altitude de 24 mètres sert de référence pour celle d'Avignon.

## Place Jérusalem

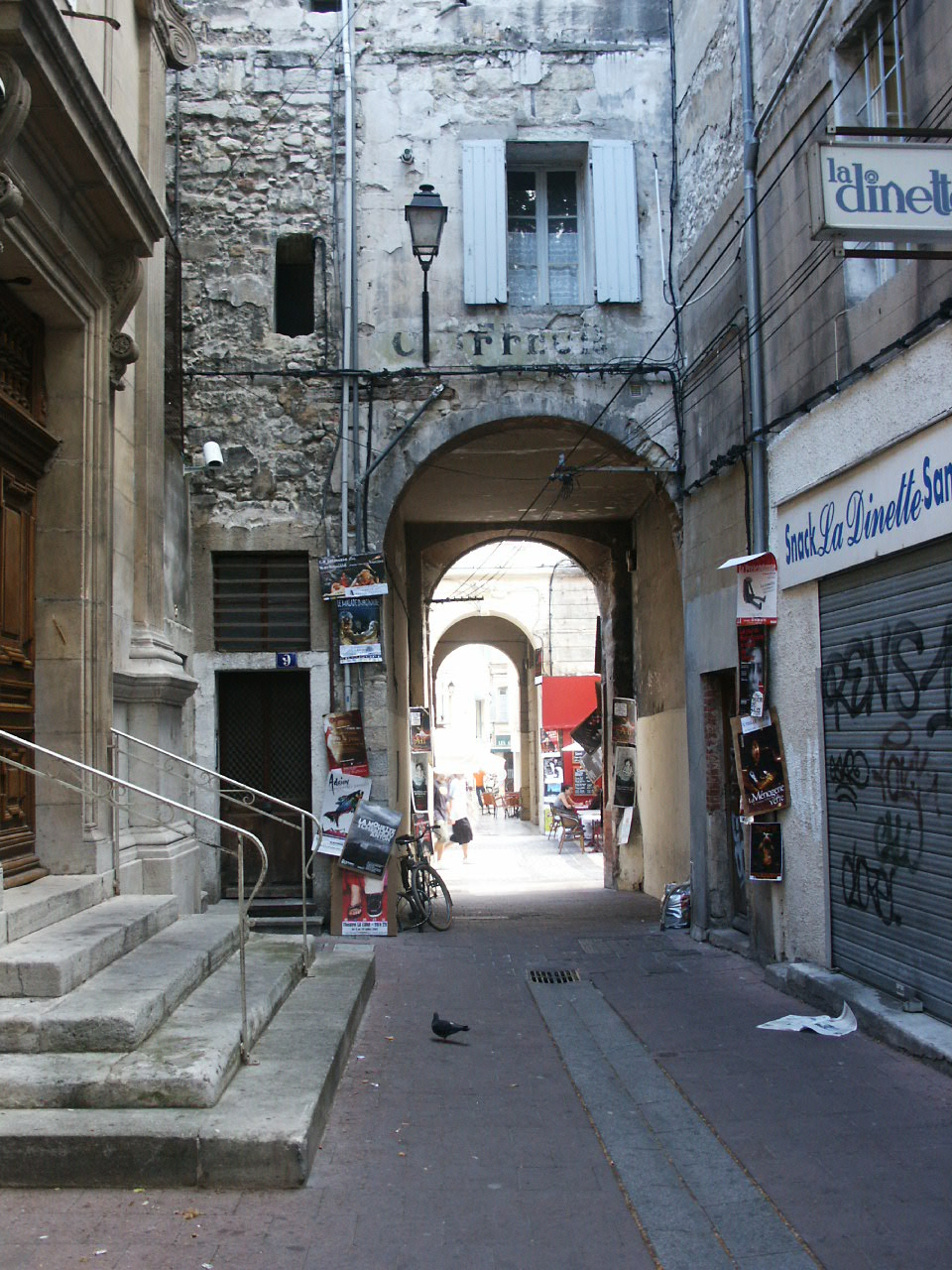
Portalet de la Calandre, entrée de la carrière d'Avignon, place Jérusalem

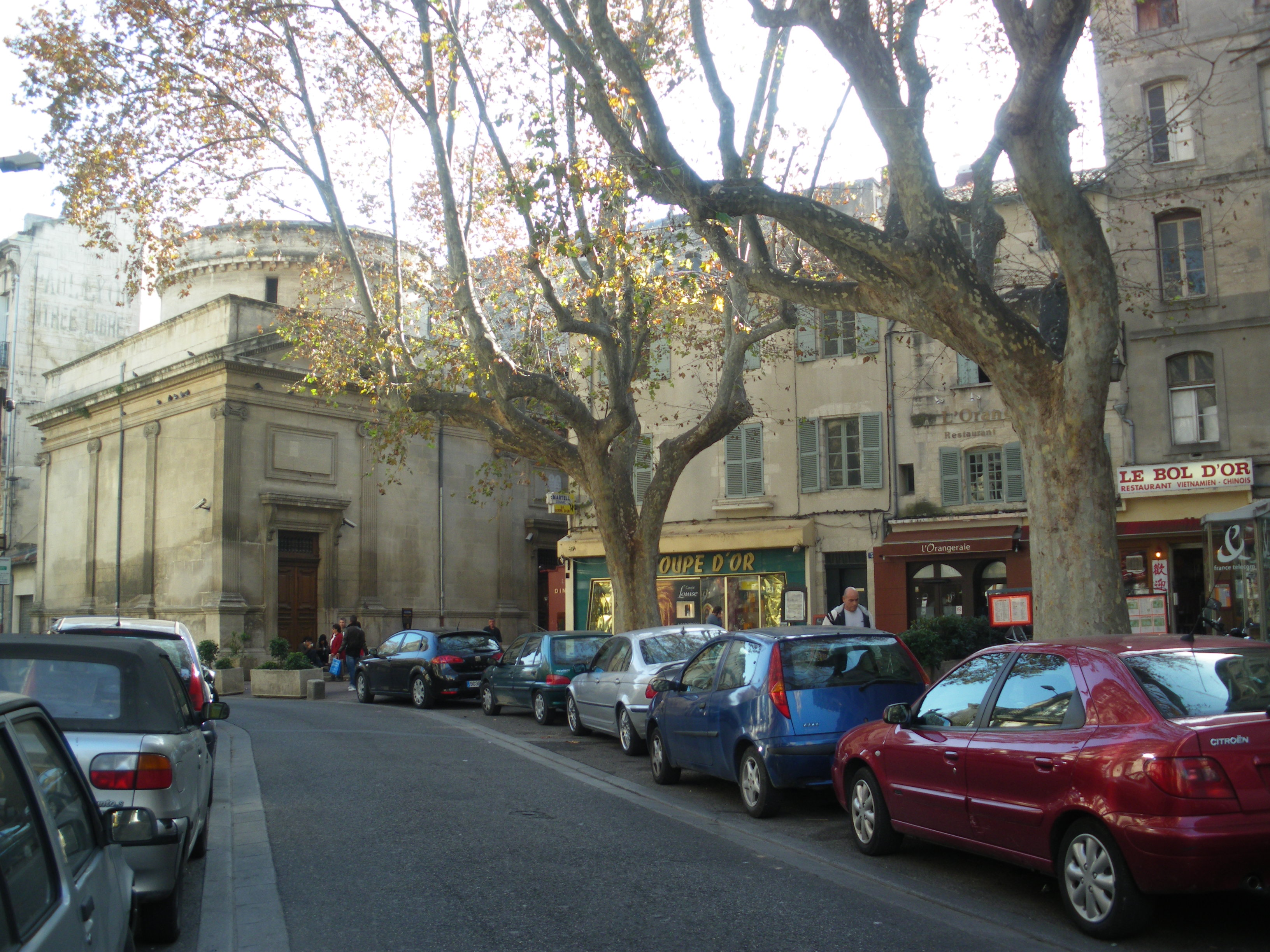
Place Jérusalem avec la synagogue en arrière-plan

Dénommée actuellement « place Victor Basch », elle marque l'emplacement de la seconde carrière des juifs d'Avignon qui quittèrent la « Vieille Juiverie », au pied du Rocher des Doms pour s'installer ici en 1221.
Elle fut successivement appelée « Plan du Puits », en 1487, « Rue de l'Escolo », en 1500, puisque se dressait ici la première synagogue d'Avignon, dite escolo en provençal, puis « place du Parvis » ou « du Parquet », en 1689.
Sous les papes d'Avignon, la carrière comptait entre 600 et 700 habitants. En 1746, elle accueillait 67 familles, soit 279 personnes, et en 1781, 94 familles ou 340 personnes. Les maisons vétustes furent rasées entre 1896 et 1898. Il est à souligner que la synagogue fut détruite par un incendie en 1845 et que l'actuel lieu de culte a été reconstruit de 1846 à 1848.

## Place de la Mirande / Place de l'Amirande

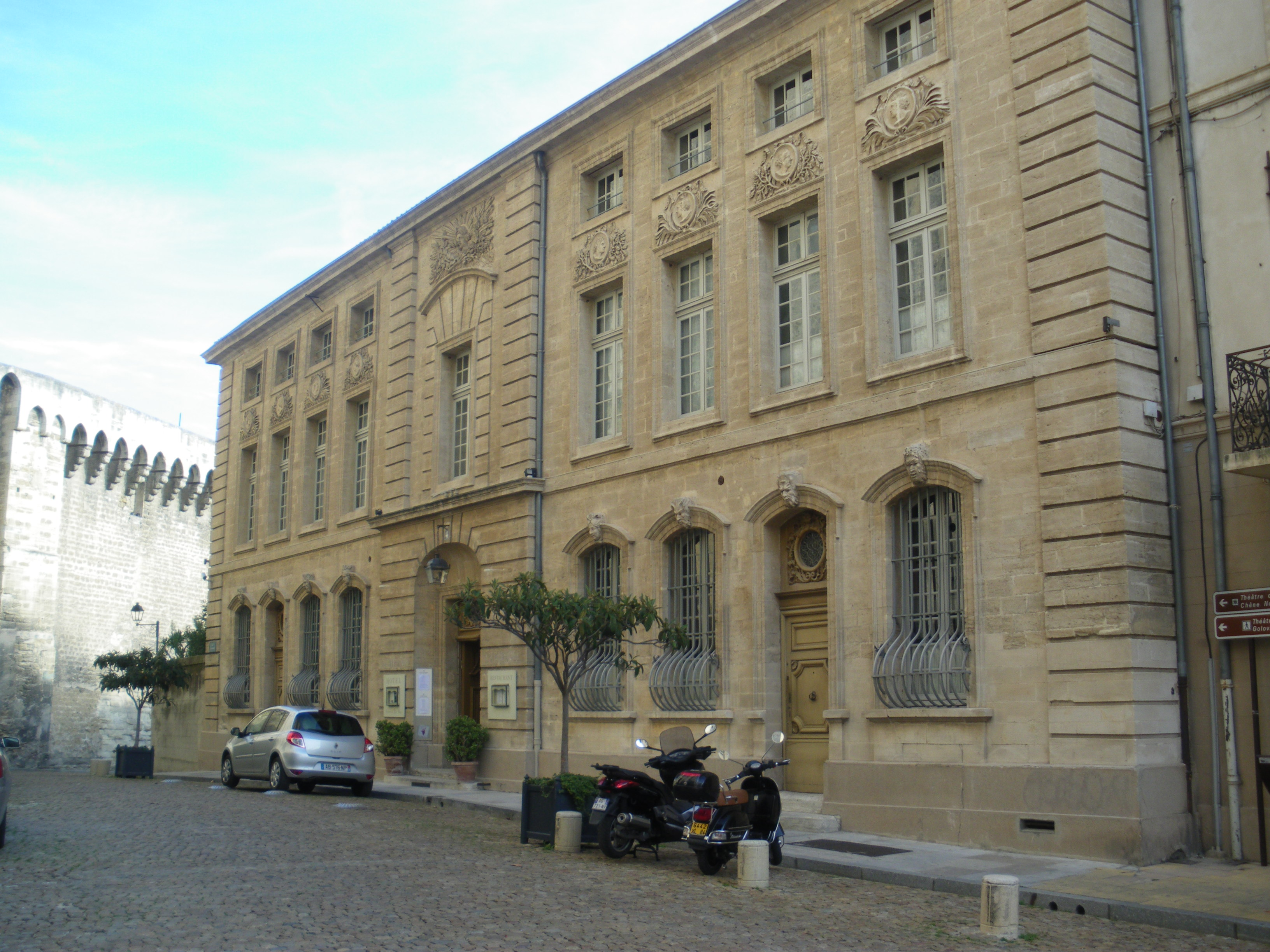
Hôtel de Vervins (Hôtel de la Mirande)

Les fouilles ont mis en évidence que c'est sur ce site que les fortifications vinrent se raccrocher au Rocher des Doms quand les habitants de la cité furent contraints de se replier pour résister aux grandes invasions. L'actuelle place est toujours dominée par les jardins pontificaux aménagés sous les pontificats de Clément VI et d'Urbain V. C'est d'ailleurs la « Salle de la Mirande » (salle admirable) construite dans ceux-ci par le cardinal de Clermont, entre 1516 et 1518 qui a donné son nom à la place. Cette place est aussi nommée « Place du vice-légat » ou « Parvis du vice-légat », car elle est en prolongation de la Rue du vice-légat et face à l'ancienne livrée de ce dernier. La plaque actuelle de la place l'orthographie « Place de l'Amirande ».
- no 2 : L'Hôtel de Vervins, qui a été édifié sur l'ancienne Livrée des cardinaux Hugues Roger et Hugues de Saint-Martial, est l'un des plus remarquables d'Avignon. Au XVe siècle, elle devint la propriété des Farets, négociants en drap[31], qui la revendirent ensuite à leur confrère André Bornichon[33]. Son achat, dans le dernier quart du XVIIe siècle, par Pierre de Vervins, auditeur à la Légation d'Avignon, le plus haut dignitaire après le vice-légat, bouleversa son architecture. En 1687, sur les plans de Pierre Mignard, il fit bâtir un somptueux Hôtel particulier. Devenu en 1796, propriété de la famille Pamard, c'est actuellement un luxueux hôtel-restaurant[33].

## Place du Palais

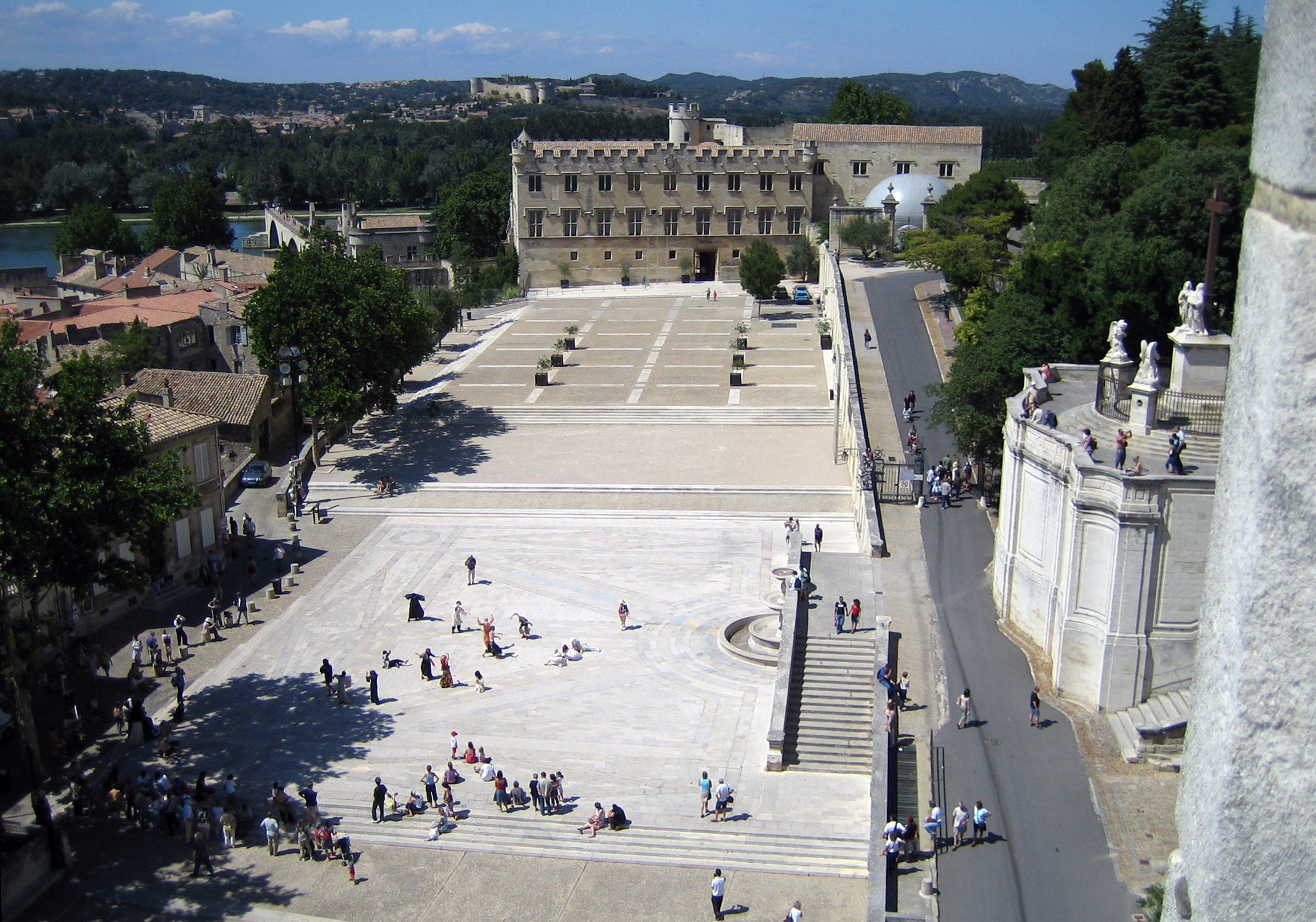
La place du Palais des Papes avec, au second plan, le Petit Palais

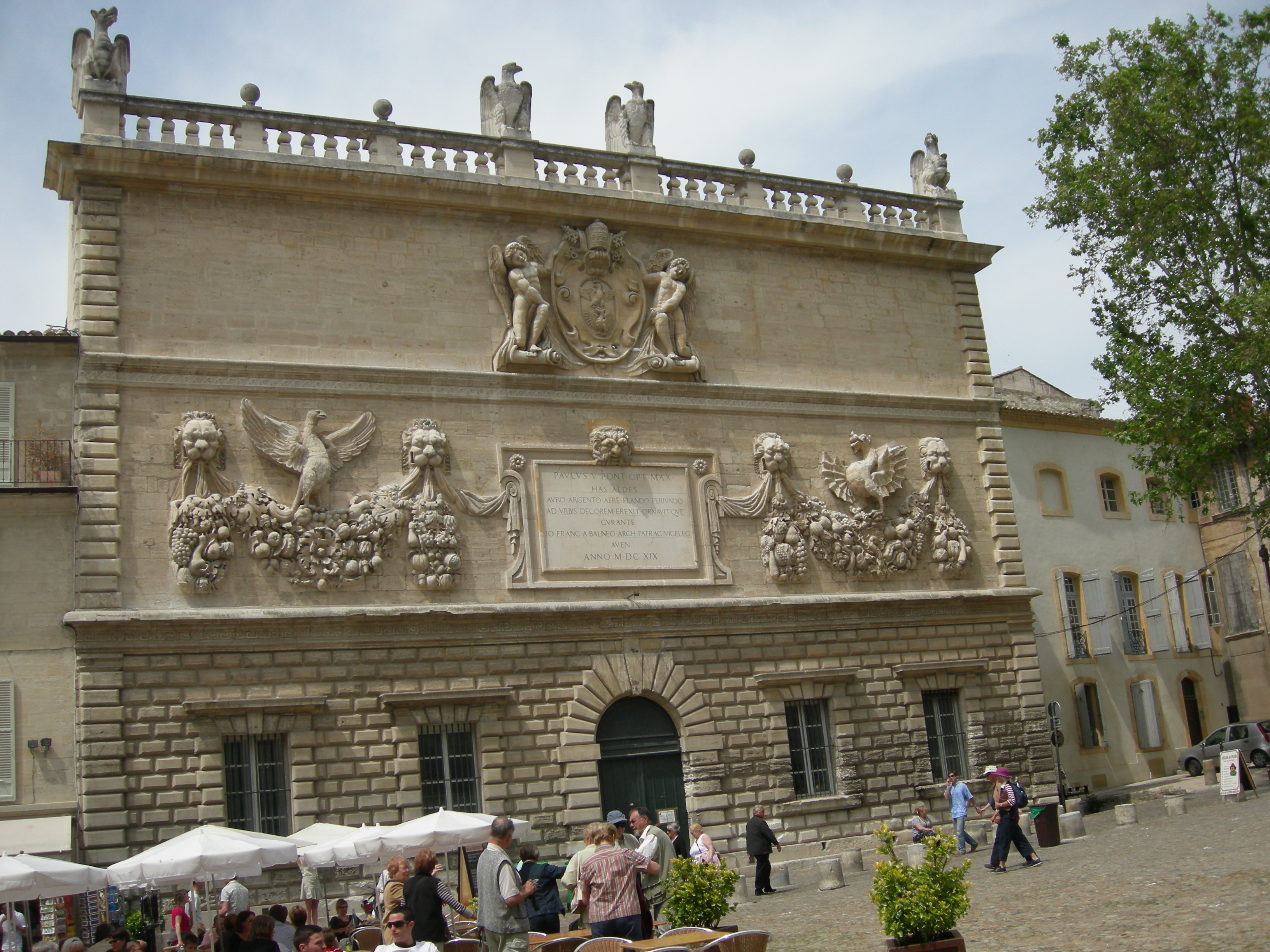
Hôtel des Monnaies

Durant tout le XIVe siècle, les maisons se pressaient jusqu'au pied du palais des papes. En prévision d'un second siège de son palais, Benoît XIII décida de dégager ces lieux en 1404. Il fit raser les maisons et disparaître les rues tortueuses qui menaient jusqu'au palais (rue du Maréchal, rue des Champeaux et rue Notre-Dame), créant ainsi un véritable glacis.
Les ruines des maisons abattues restèrent sur place jusqu'en 1603, date à laquelle elles furent déblayées. Le plan de 1618 montre encore une place encore assez accidentée mais qui commence à être aménagée comme en témoigne l'allée de mûriers qui la traverse jusqu'au Petit Palais. Elle apparaît déjà comme la plus grande d'Avignon.

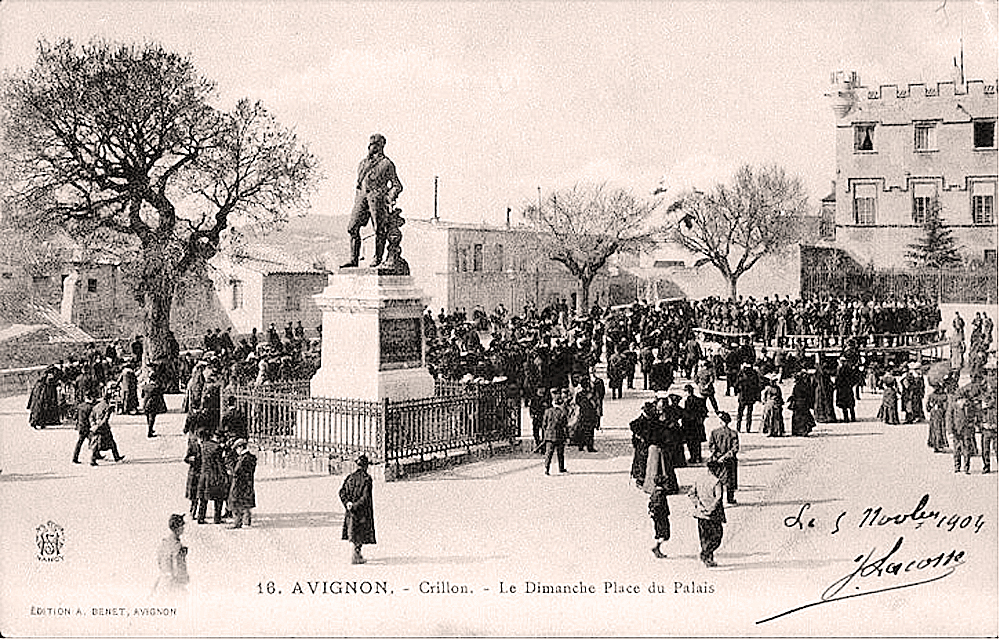
Place du Palais d'Avignon et statue de Crillon au début du XXe siècle

La place qui avait servi de lieu d'exécution sous l'Ancien Régime retrouva sa vocation sous la Terreur et la guillotine fonctionna du 8 mars au 26 juin 1794. Elle est aujourd'hui entourée de monuments prestigieux :
- Hôtel Calvet de la Palun (actuellement Banque de France)
- Hôtel des Monnaies
- Musée du Petit Palais
- Cathédrale Notre-Dame des Doms
- Palais des papes

Un parking souterrain a été creusé sous la place.

## Place Pie
En 1562, Jean-Perrin Parpaille, fils d'un ancien Primicier de l'Université d'Avignon et président du Parlement d'Orange, fut décapité comme hérétique et transfuge. Ce ressortissant de Beaumes-de-Venise, qui avait pignon sur rue à Avignon, fut l'un des chefs des religionnaires et leur donna un de leurs nombreux surnoms. Selon l'abbé Allègre : « En 1518, la peste ravageait Avignon. Des Avignonnais, dont Maître Perrinet Parpaille qui eut un fils avec sa servante, se réfugièrent à Beaumes. Cet enfant, dès qu'il eut vingt ans, put recueillir des témoignages et prendre ainsi le nom de son père. Il joua un grand rôle dans l'histoire du protestantisme et c'est à cause de lui que les huguenots furent surnommés parpaillots ». Sa maison fut rasée et sur son emplacement fut créée la place Pie. Ce nom lui fut donné en hommage au pape régnant alors.

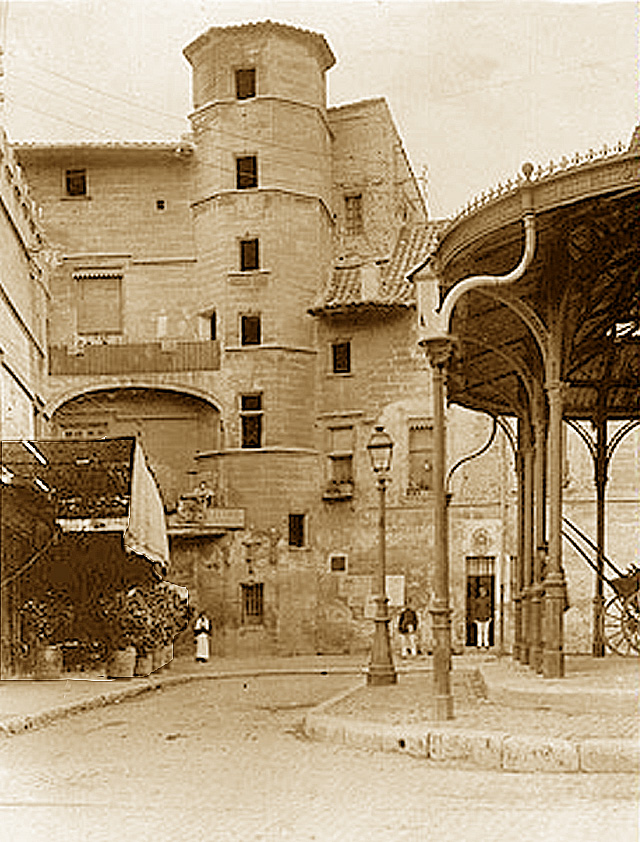
Livrée au cardinal de Florence démolie en 1898

Le 30 janvier 1563, Laurent Lenzi, le vice-légat, vint bénir les travaux qui avaient commencé pour édifier sur la place une triple colonnade couverte devant recevoir les maraîchers. À partir de 1591 jusqu'à la fin du XVIe siècle, elle servit comme place d'armes où venaient manœuvrer les troupes pontificales.

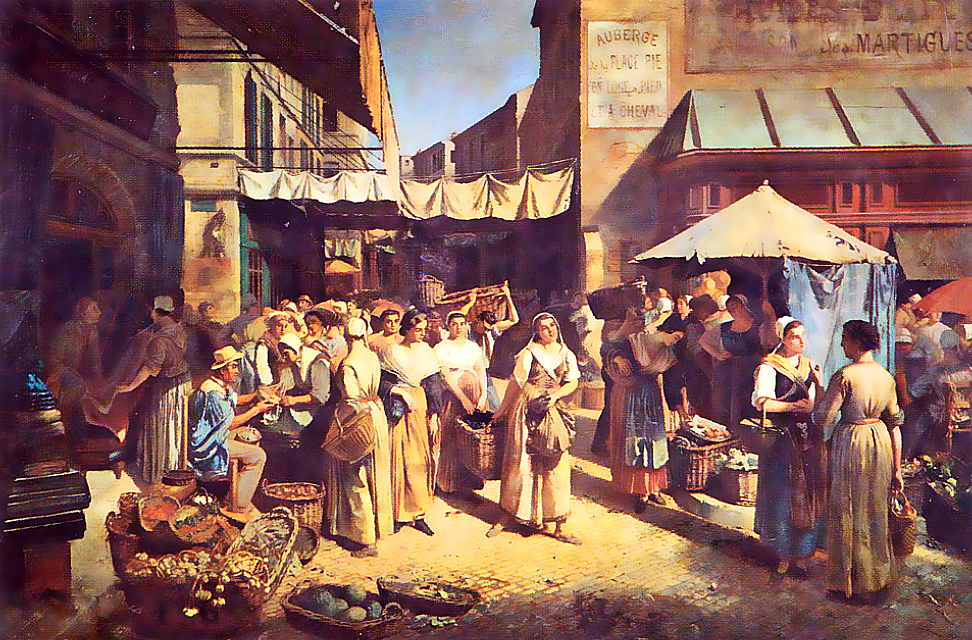
Marché de la place Pie, par Pierre Grivolas, 1868

Ce fut en 1603, que Charles Conti, le vice-légat fit don des décombres de pierre qui encombraient la place du Palais au colonel Pompée Catilina, « cappitaine d'une compagnie de gens à pied pour nostre Sainct Père » afin de les employer à la construction de la nouvelle place. Les travaux purent continuer, puisque sur le plan de 1618 apparaît la colonnade de la halle en construction. Celle-ci fut terminée en 1624, elle comprenait, outre les boutiques, un corps de garde et une chapelle. Une Dame de Ranfaing y fonda, en 1634, un couvent dédié à Notre-Dame du Refuge, qui fut transféré l'année suivante rue de la Bouquerie.
Entre 1760 et 1764, sur les plans de Jean-Pierre Franque, fils de Jean-Baptiste, on entreprit la construction d'une nouvelle halle qui fut démolie sous le Second Empire. Un tableau de Pierre Grivolas, peint en 1868 et exposé au musée Calvet, montre le marché en plein air qui se tenait alors sur la place Pie.
La fin du XIXe siècle vit la destruction de la commanderie de Saint-Jean-le-Vieux qui avait servi de Livrée au cardinal de Florence et l'édification des Halles actuelles entre 1896 et 1898.

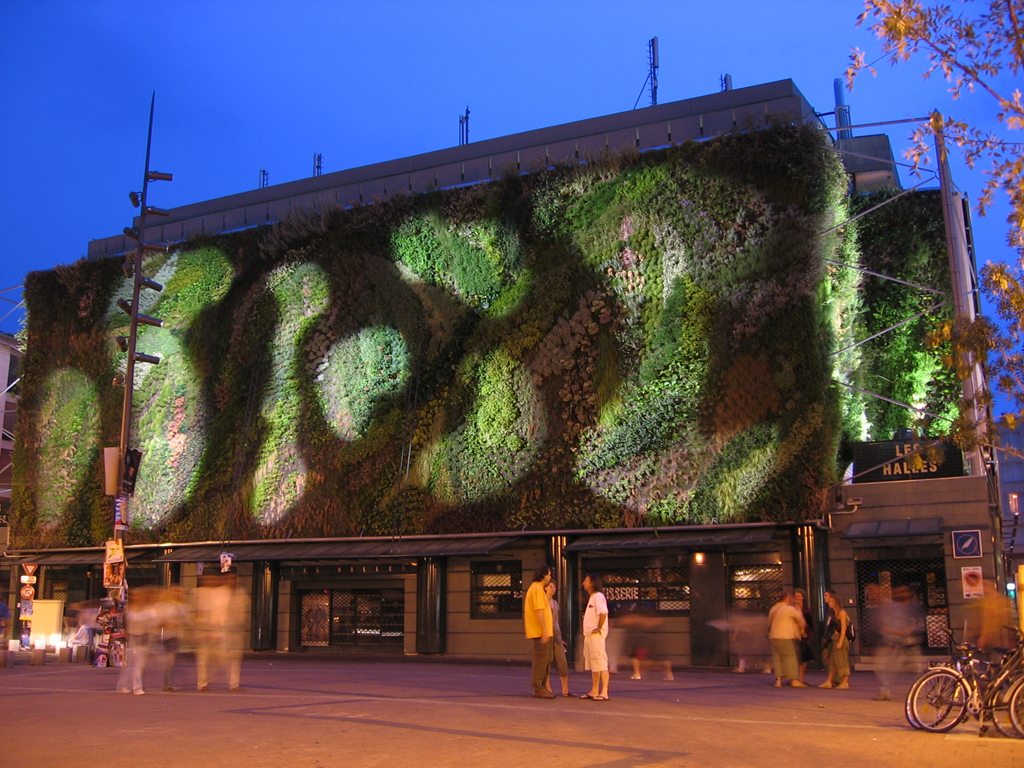
Mur végétal sur les Halles d'Avignon
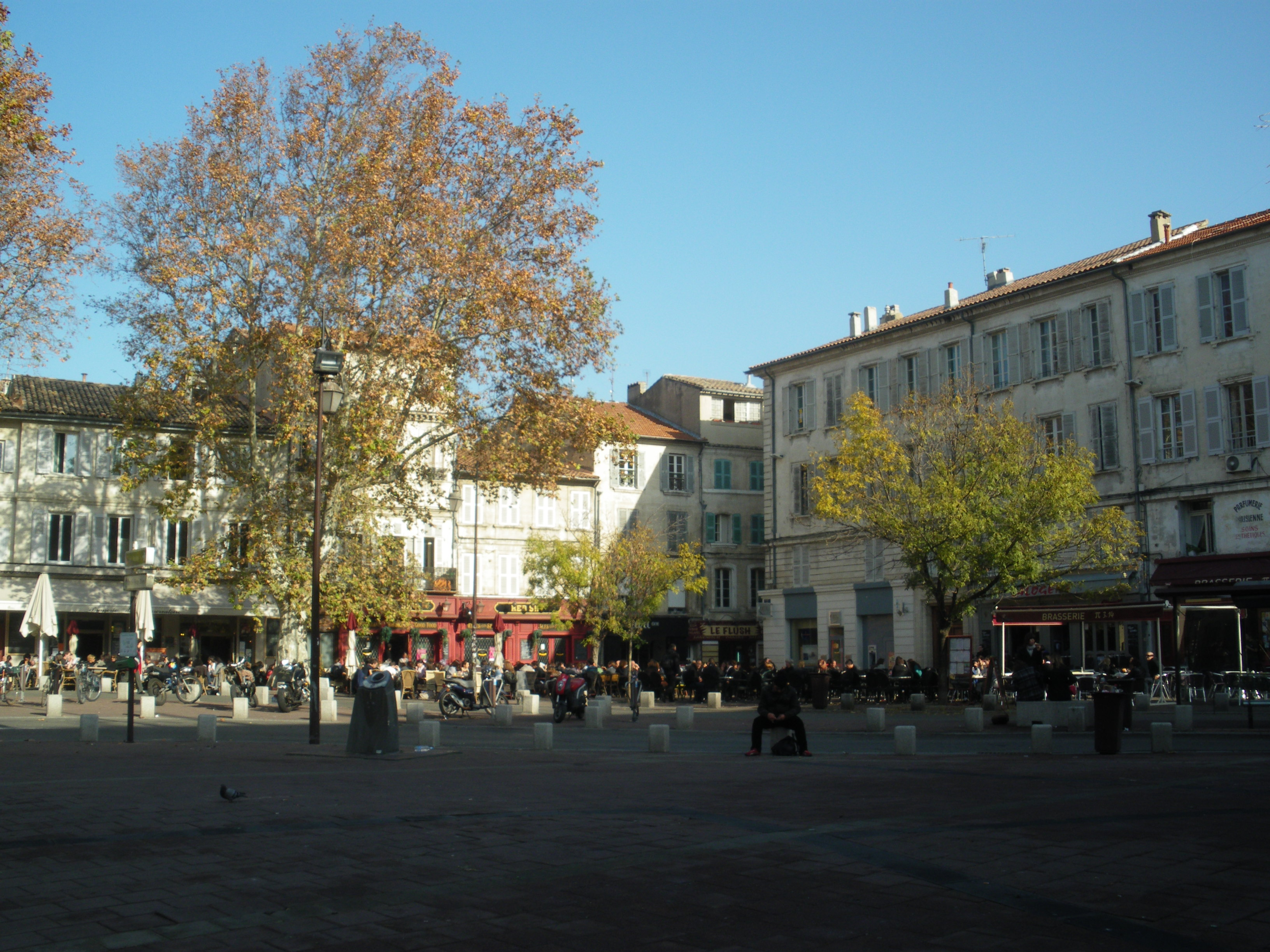
Place Pie, partie piétonne
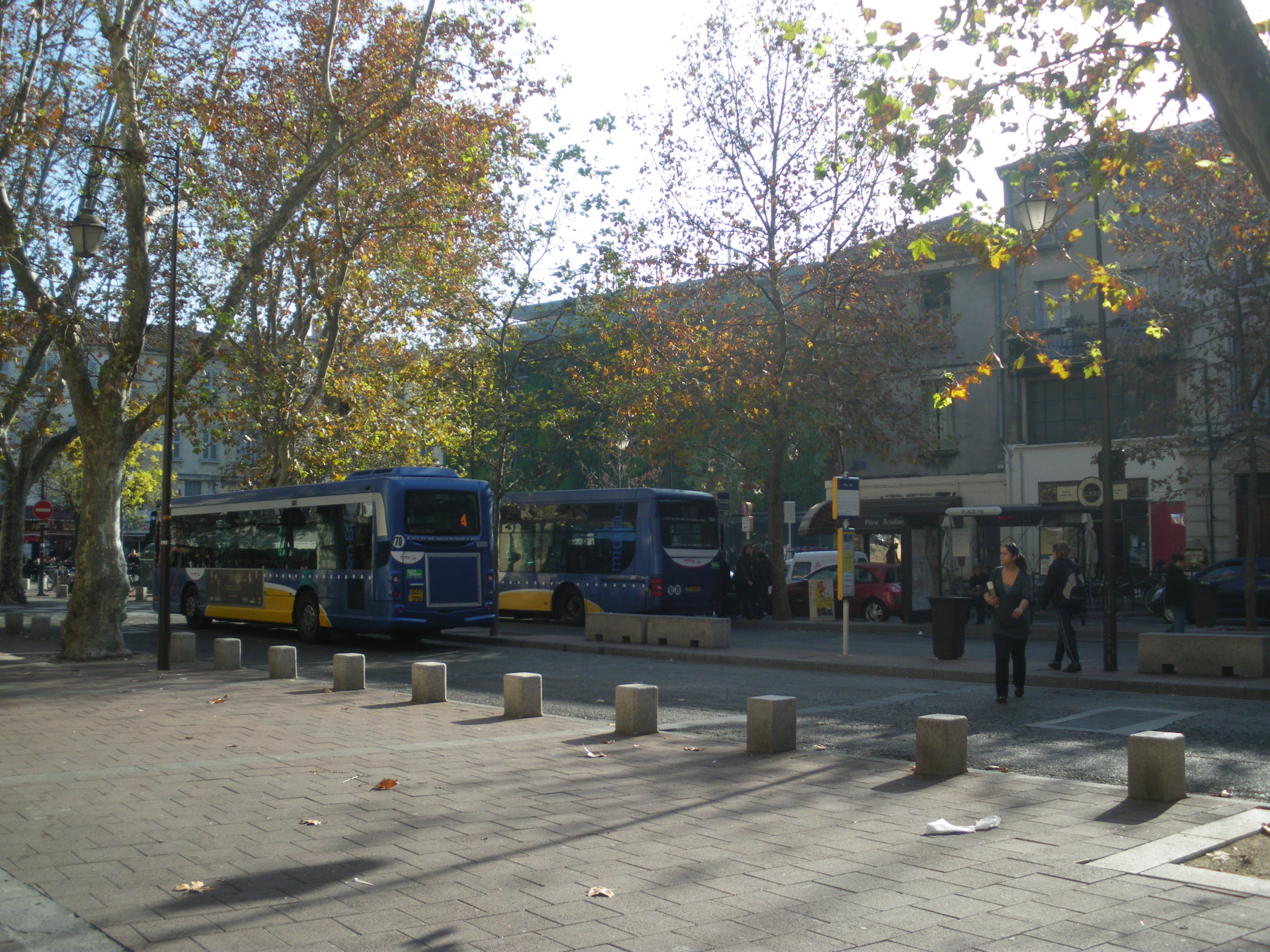
Station de bus de la place Pie, les Halles en arrière-plan
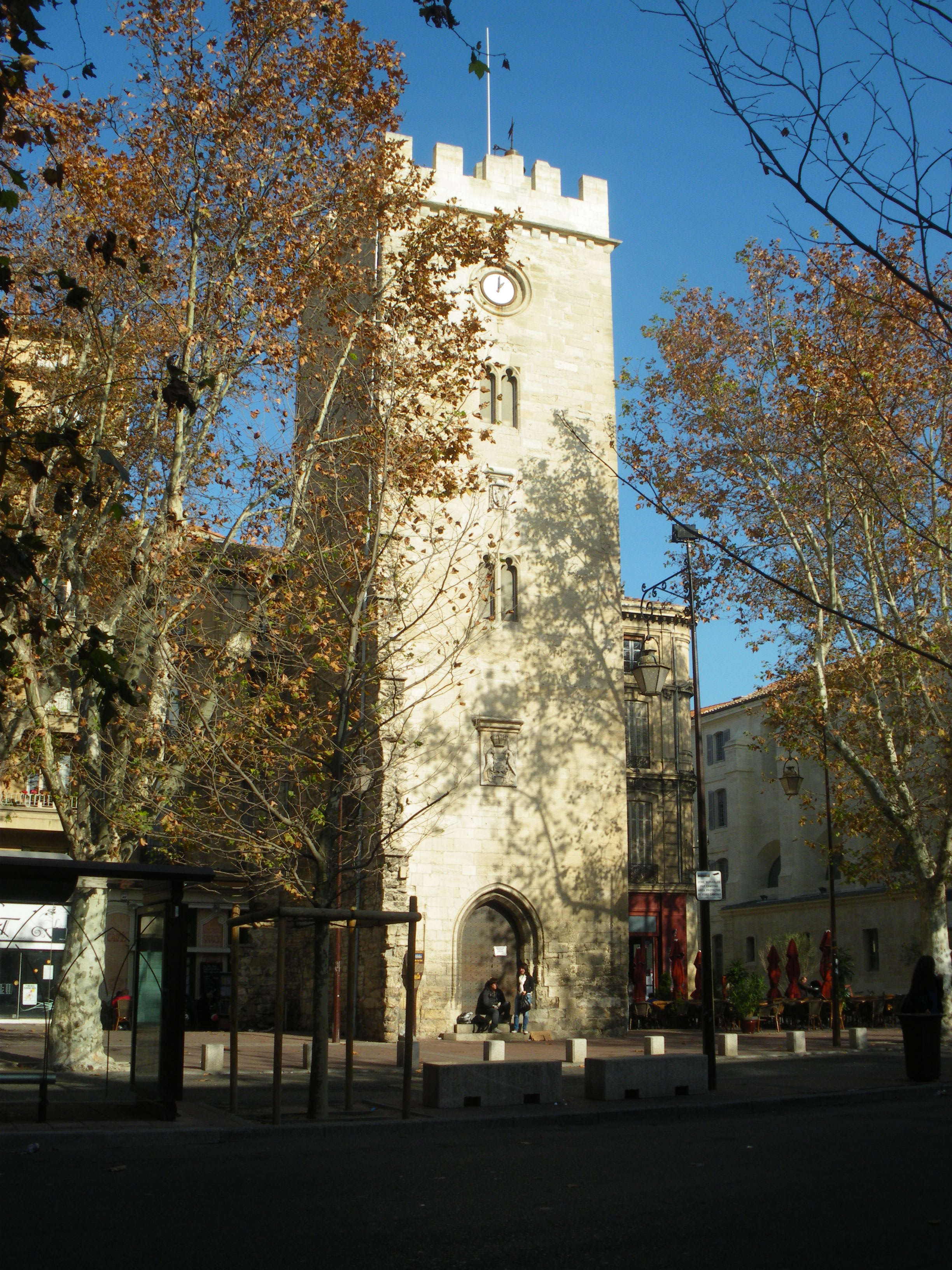
Tour Saint-Jean, à l'angle de la place Pie et de la rue Saint-Jean-le-Vieux

## Place de la Pignotte

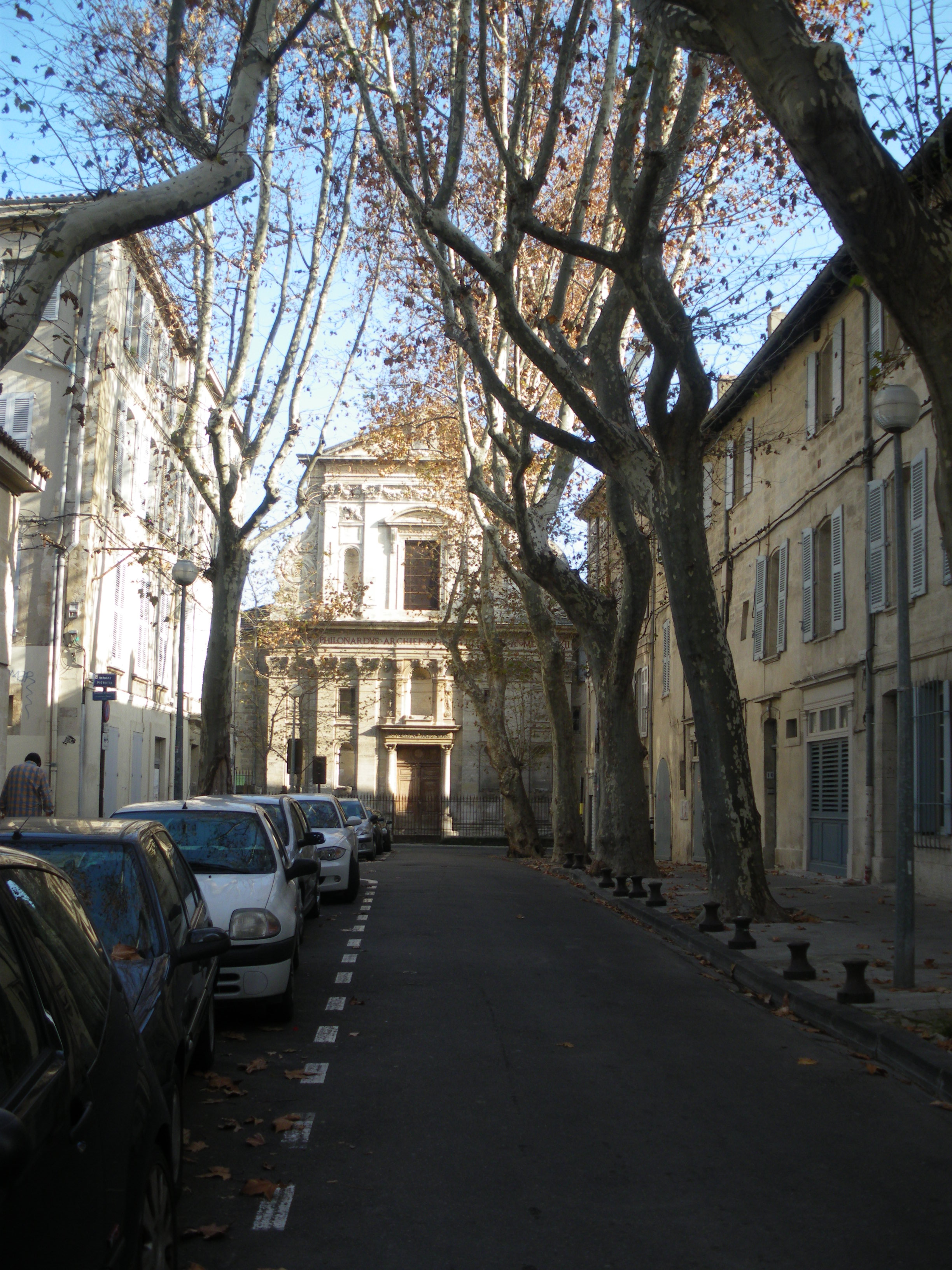
Place Pignotte, et la Chapelle de la Visitation

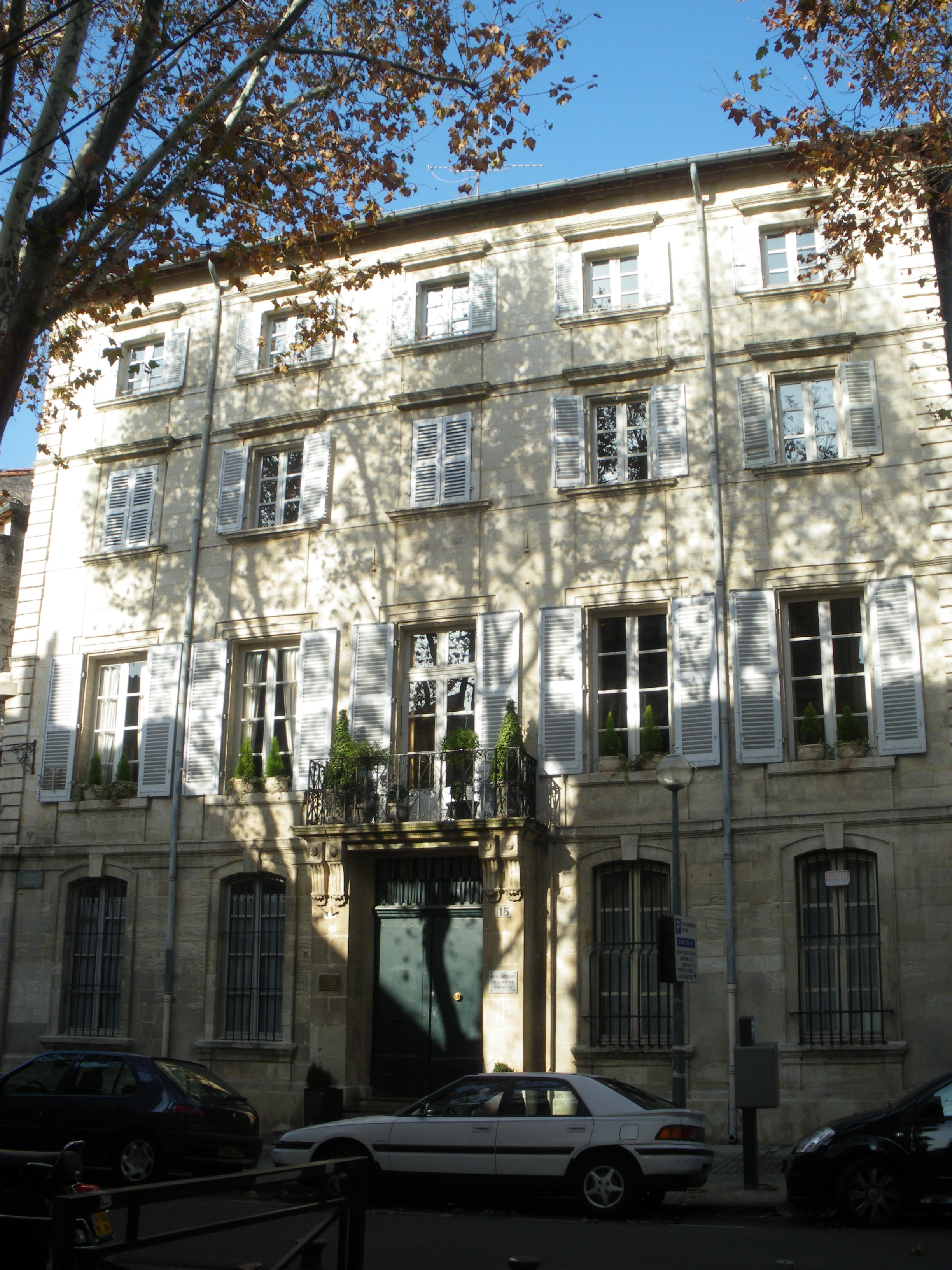
Hôtel Achard

L'aumone de la Pignotte fut fondée en 1316 par Jean XXII avec pour mission de fournir des vivres et des draps aux nécessiteux. Son nom vient de l'italien pagnotta qui désignait un petit pain en forme de pomme de pin. La maison, qui centralisait denrées et tissus, fut installée sur une partie du cimetière des juifs qui leur avait été accordé en 1212. Après le retour de la papauté à Rome, la « Maison de la Pignotte » cessa de fonctionner, elle fut d'abord mise en location puis aliénée.
- no 5 : L'Hôtel des Achard de la Baume marque son emplacement. Cette famille s'en rendit acquéreuse en 1717 et fit construite un Hôtel particulier à sa place en 1760[42].
- N° 6, 8 et 10 : Ancien couvent des Filles Repenties dont le jardin, situé au premier étage recouvre l'ancien cimetière des Juifs. En 1627, Monseigneur Philonardi, archevêque d'Avignon de 1624 à 1644, autorise, à la demande des Jésuites, l'a nouvelle installation de la "Maison des Repenties de Sainte Marie l'Egyptienne" place Pignotte. Cette œuvre, dont l'origine remonte au XIIIe siècle, fut regroupée avec celle du Bon Pasteur en 1771, date à laquelle Jean-Jacques Rougier, négociant en soie fit l'acquisition de ces bâtiments de la place Pignotte. Ceux-ci sont restés la propriété de ses descendants ou héritiers : Maynier, Cassin Bonnet, Cadart.

Cette place ombragée de platanes s'ouvre sur la rue Philonarde où se trouve la chapelle de la visitation et l'église des Italiens.

## Place du Plan-de-Lunel

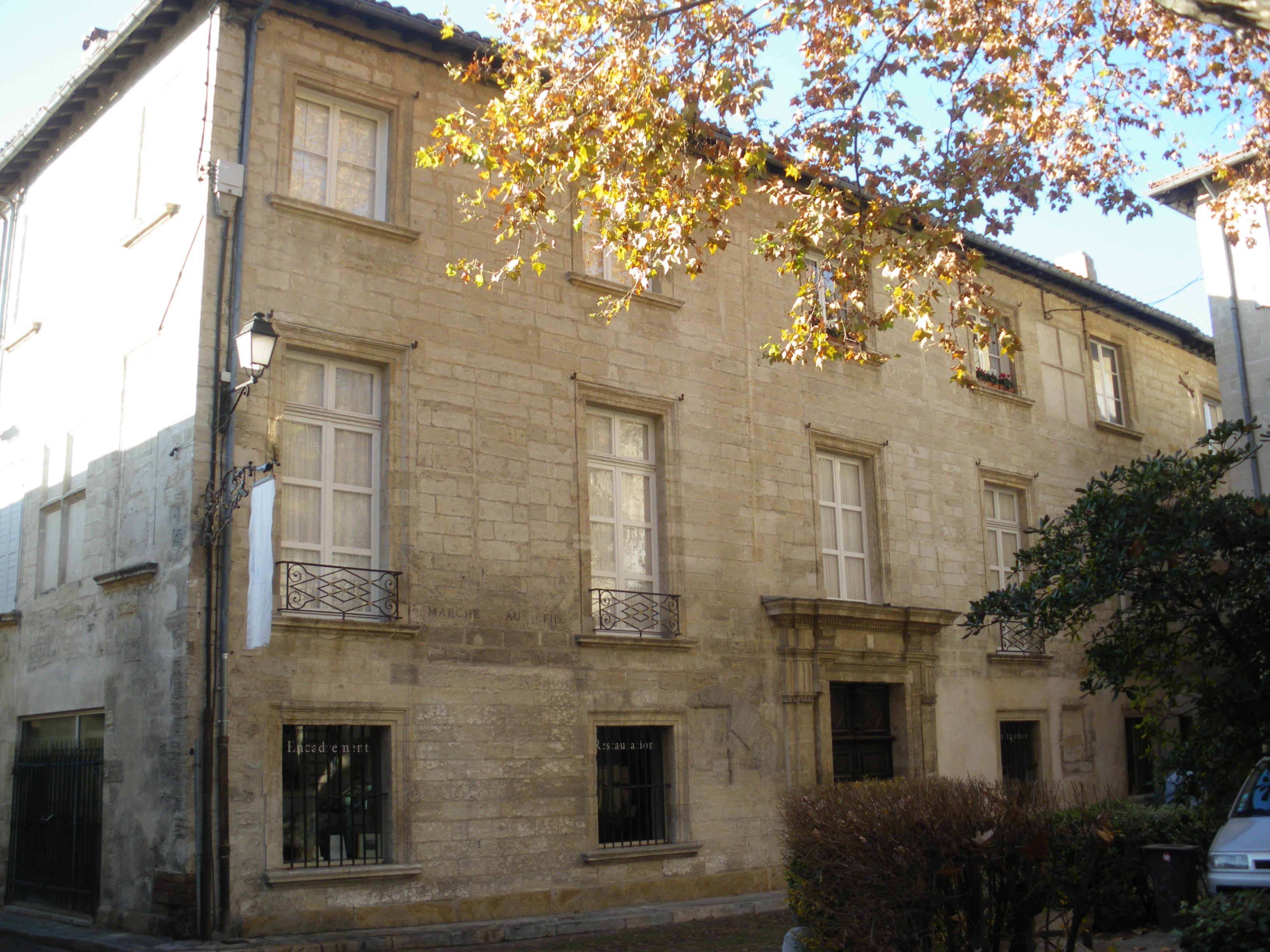
Hôtel d'Ancézune au plan de Lunel

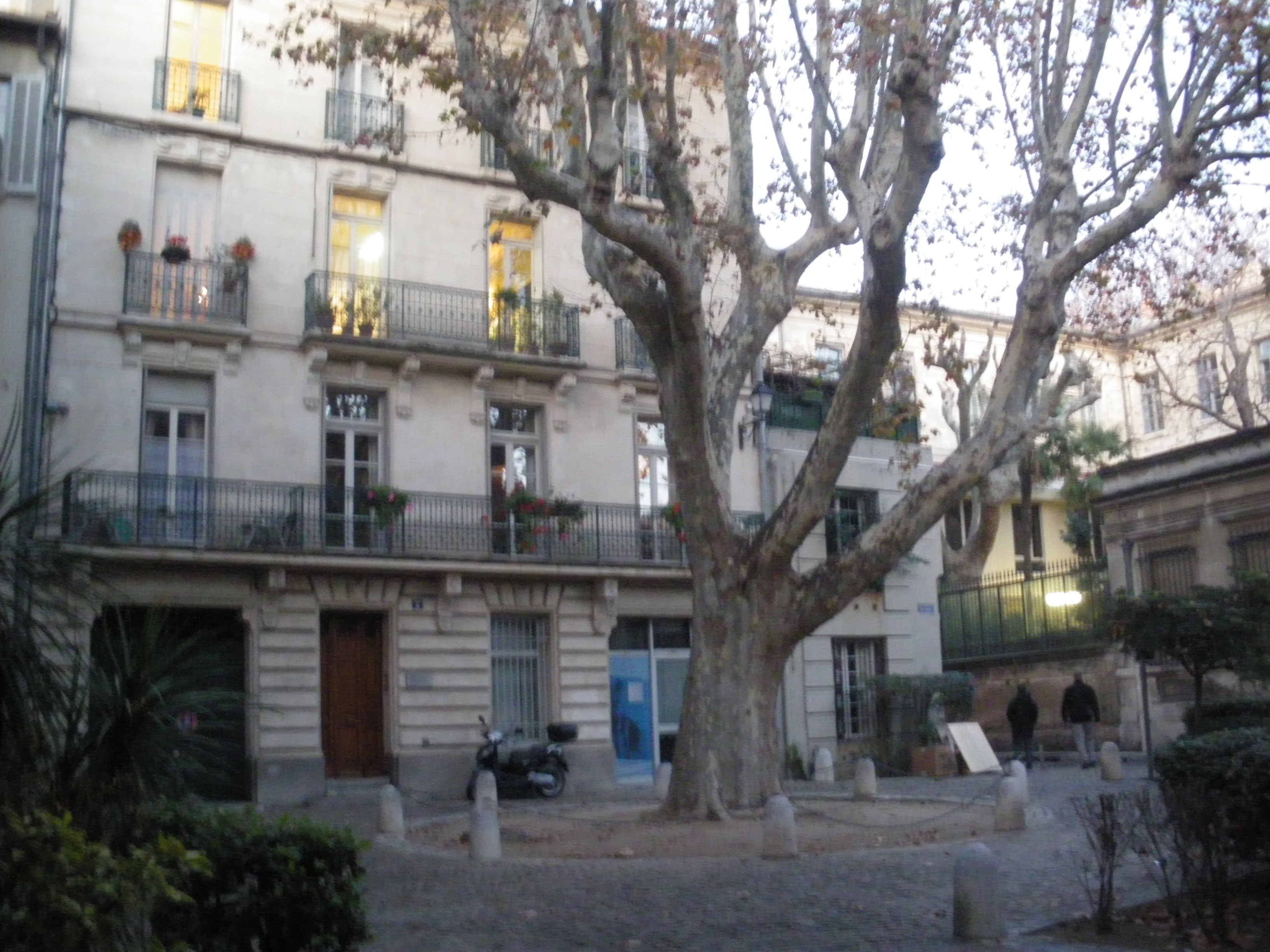
Place du Plan de Lunel

Sous la papauté d'Avignon, le Plan-de-Lunel était situé entre la Livrée de Cambrai, actuel Musée Calvet et la Livrée de Poitiers où se trouvent actuellement l'Hôtel du département, siège du Conseil général de Vaucluse.
Le lieu-dit Vinea Vespalis (vigne épiscopale) avait comme centre ce Plan-de-Lunel. Son vin avait été jusqu'au 11 juillet 1364 celui des chanoines d'Avignon. À cette date, Urbain V, après conseil du Chapitre de son Église et nonobstant une ordonnance impériale, avait autorisé son frère Anglic de Grimoard à en disposer à sa volonté. Au début de l'année 1365, le cardinal donna procuration à Isnard Garin et à Sicard du Fresne pour modifier le privilège de l'évêque d’Avignon et de son Église sur la Vinea Vespalis. Le 25 mars, Sicard du Fresne, en tant que procureur épiscopal, désigna trois juifs pour estimer ce vignoble. Enfin le 10 juillet, par bulle, le pape autorisait son frère à exempter ses feudataires des charges de la Vinea Vespalis. Pour résumer, le Souverain Pontife avait dépossédé le chapitre capitulaire d'Avignon de ses vignes pour les octroyer à son cadet,.
Sur cette place ont été bâtis l'Hôtel des Laurens et l'Hôtel d'Ancézune où ont vécu certains Jacobites britanniques au début du XVIIIe siècle..